# 反對逃犯條例修訂草案運動過程 (2020年8月)
| 2019年          | 尚未開始 | 尚未開始 | 3月至6月 | 3月至6月 | 3月至6月 | 3月至6月 | 7月 | 8月 | 9月    | 10月   | 11月   | 12月 |
| 2020年          | 1月      | 2月至4月 | 2月至4月 | 2月至4月 | 5月      | 6月      | 7月 | 8月 | 9月    | 10月   | 11月   | 12月 |
| 2021年          | 1月      | 2月      | 3月      | 4月      | 5月      | 6月      | 7月 | 8月 | 9-11月 | 9-11月 | 9-11月 | 12月 |
| 2022年1月或以後 |          |          |          |          |          |          |     |     |        |        |        |      |

## 1日

### 多倫多反中共霸權集會和遊行
下午1點，加拿大7個不同族裔的團體在多倫多市中心聯合舉辦集會和遊行，譴責中共破壞人權、民主和自由，呼籲加拿大政府對中國強硬，如關閉中國領事館，抵制中國貨，並斷絕關係。
8月17日，舊市政廳門前石階梯有上千的黑衣參加者，被逾百持五星旗的親中人士對著「反送中」支持者叫囂，以普通話大聲指罵他們「賣國賊」、「暴徒」。
周末，全球共十個國家、38 個城市舉行多場集會和遊行，遙距聲援「反送中」運動，包括英國倫敦、法國巴黎、澳洲悉尼、墨爾本及阿德萊德、德國柏林等。加拿大則有多倫多、溫哥華、卡加利、溫尼伯和哈里法斯等。
不單止是多倫多的「817 全球撐港抗暴遊行」，全球多個聲援「反送中」活動的城市，均有親北京人士「踩場」，甚至與集會人士互相指罵及推撞。有親中人士試圖拆走「反送中」標語，又企圖動手打人，不過被警方阻止。多倫多主辦方本擬遊行，其後當地警方認為有風險，於是接納建議改為集會。身穿螢光黃背心的警察到場增援，排成一行，分隔黑色和紅色兩邊陣營。

### 昂船洲軍營舉行升旗儀式
八一建軍節，昂船洲軍營舉行升旗儀式。駐香港部隊司令員陳道祥發表講話，稱香港公布實施《國安法》是「一國兩制」實踐的重要里程碑，駐軍作為維護香港繁榮穩定的「定海神針」，將堅定不移捍衛國家主權、安全、發展利益，推動「一國兩制」的實踐行穩致遠。駐港部隊堅定不移攜手香港特區政府、中央駐港機構和愛國愛港人士守護香港再出發。

## 2日

### 駐港部隊演練執行國安法
駐港部隊微博發布駐港解放軍文工隊錄製、名為《我是子彈》的「戰歌」表演，片段中軍人高唱「誰敢興風作浪　就地將他滅亡」等歌詞，片末軍人以手勢作狀開槍作結，駐港部隊微博形容展現了中國軍人的「陽剛之氣」。

### 國際回應：瑞士
瑞士外交部長伊格納西奧·卡西斯在一個報章訪問中批評中國一連串對香港一國兩制的破壞會影響瑞士在香港多年的投資。他指出最近中國的政策明顯地有所改變，所以認為瑞士應更強硬地加強國際法，捍衛西方價值。

### 紐約時代廣場和平示威
近200人在曼哈頓時代廣場參與集會。集會人士均戴上口罩，叫喊「光復香港，時代革命」及「五大訴求 缺一不可」等口號及唱《願榮光歸香港》外，還加入國會參議員羅伯特·曼南德茲（Bob Menendez）及眾議員恩格爾（Eliot Engel）支持香港聲明中「We Are All Hongkongers（我們都是香港人）」的口號。有受訪者擔心自己安全，但也會繼續在當地推動和關注香港民主工作。

## 3日

### 國際回應: 法國
法國宣布停止與香港在2017年5月4日簽署但未實行的逃犯引渡條例。 法國明言此舉是因應港府推遲香港立法會選舉有損基本法而決定。

## 4日

### 英國跨黨派國會議員促制裁林鄭月娥及警務處處長
英國國會「跨黨派國會香港小組」發表報告，表示香港在反修例示威中，人道救援工作者遭受「警察過度暴力」對待，包括受到恐嚇、騷擾、威脅、肢體暴力及被拘捕，對人權造成侵害，情況遠差於國際人權法及中英聯合聲明中所能接受。報告建議對容許警暴的高級官員，如特首林鄭月娥及警務處處長鄧炳強實施緊急制裁，同時建議防止曾經擁護國安法及助長警暴人士和受惠於英國國民（海外）公民的特別移民政策。報告亦建議英國領導成立一個獨立機制深入調查香港狀況。特區政府對報告表示強烈不滿及反對，指特區事務屬中國內部事務，任何其他國家無權藉詞干預。同時指出報告的評論偏頗，對香港提出所謂制裁的理由沒有實質證據，強調《港區國安法》的制訂絕對是合情、合理、合憲、合法，認為部分英國政客藉此大做文章，而「英國國會跨黨派香港小組」不代表英國國會。

### 解放軍駐港部隊汽車兵實戰訓練
央視新聞報道，解放軍駐香港部隊某基地司訓連為提升新訓駕駛員技能，近日組織一場緊貼實戰的訓練考核，內容包括綜合技能駕駛、無千斤頂更換輪胎、穿火圈等，這次考核亦專門設置運輸防衛課目，完全模擬實戰環境。車隊模擬組織前運彈藥和補給物資任務，途中突然遭遇小股敵特分子隱蔽埋伏，企圖搶奪車隊物資。

## 6日

### 港大研究顯示過去一年社會事件及疫情令三成六港人抑鬱及感壓力
港大醫學院在2020年2月至7月，以問卷訪問11000多人。近七成四受訪者出現中度至嚴重抑鬱，四成一受訪者出現中度至嚴重的創傷後壓力症狀，多達三成六人同時出現中度至嚴重的創傷後壓力及抑鬱症狀。其中24歲或以下的年輕人出現症狀的比率，較其他年齡階層高。

### 天主教香港教區向全港天主教中小學校監、校長發信 籲學校正面回應
天主教香港教區教育事務主教代表劉超賢近日向全港天主教中小學校監、校長發信，鼓勵學生正面回應教育局常任秘書長的建議，勸誡學生切勿參與違法行動，防範校園政治化和變成表達政治立場或訴求的場所，同時促進學生認識和尊重國旗、國徽及國歌，正確認識《港區國安法》及《國歌條例》，以培養對國民身分認同的正確觀念，並提高對國家安全和守法意識。

### 警方追加起訴
警方追加起訴前香港眾志秘書長黃之鋒，荃灣區議員岑敖暉，《立場新聞》前記者何桂藍，前大專學界國際事務代表團發言人張崑陽，立法會議員朱凱廸，胡志偉，前眾志創黨主席羅冠聰，南區區議員袁嘉蔚，觀塘區議員梁凱晴，社民連梁國雄，何秀蘭等。全部合共24人控以「明知而參與一個未經批准集結」罪。

## 7日

### 美国宣布制裁中港官员
美國財政部宣布制裁11名中港官員，制裁官员包括香港特首林鄭月娥、律政司司長鄭若驊、特首辦主任兼國安委秘書長陳國基、保安局局長李家超、政制及內地事務局局長曾國衞、警務處處長鄧炳強、前警務處處長盧偉聰、全國政協副主席、國務院港澳辦主任夏寶龍、港澳辦副主任張曉明、中聯辦主任兼國家安全事務顧問駱惠寧、駐港國安公署署長鄭雁雄。同一公佈另有中非共和國布·西迪·蘇萊曼，上述官员將會被列入《特別指定國民和被封鎖人員》名單中，其在美国直接或间接持有的房产及权益会被封锁，同时会被上报至财政部外国资产控制办公室，另外不能与美国人或在美国境内进行基金、货品与服务等交易。财政部还披露了被制裁官员的出生日期、住址、身份证号码等个人信息，部分官员还有护照号码及签发到期日期。美国财政部长斯蒂芬·姆努钦声明，“美国永远与香港人民站在一起，我们会利用我们的工具和权力打击該等损害香港自治权之人士”。香港民主委员会总监朱牧民表示，此番制裁“意味着林郑月娥与独裁者、恐怖分子、纳粹分子等在同一制裁名单上”，体现出此等官员“盲从不会没有后果”。

### 少年破壞將軍澳東海堂餅店
2名16和14歲少年當日8月7日凌晨進入將軍澳廣場東海堂破壞餅店的顯示屏及櫥窗玻璃，之後被控刑事損壞罪。16歲男生於同年8月18日在觀塘裁判法院提堂，之後獲准保釋，不得離港、居住在報稱地址、守晚上10時至翌日6時的宵禁令、同時禁足將軍澳廣場範圍。案件押後至9月29日再訊。而案中14歲男生於同年8月22日在東區裁判法院提堂，同樣獲准保釋，不得離港、居住在報稱地址、守晚上10時至翌日6時的宵禁令、同時禁足將軍澳廣場範圍。案件押後至同年9月25日於九龍城裁判法院少年法庭再提訊。其後案件增加至5人被捕。在案件中，2名分別16和14歲的被告承認刑事損壞罪，在2022年6月21日判刑當日，區域法院法官李慶年被告在凌晨時段時分犯案，當時沒有人群及警員聚集，因此沒有引起「更大的混亂」。而破壞歷時只有約一分鐘，因此案件的情節嚴重性屬低至中等。法官相信二人一時錯判形勢，選擇了暴力宣洩以解決社會問題，目前已經已深感後悔下，首被告判入更生中心。但14歲的被告身心評估較為負面，事件後變得更頑皮及反叛，被捕後亦被指態度懶散，故判入勞教中心。
而15和17歲的被告表示不認罪。至於一名案發時15歲的少年的被告被控刑事損壞及縱火罪。其後被告承認刑事損壞，縱火罪在法庭存檔。到2022年8月2日判刑當日，辯方求情稱被告父母離異，其父親2018年因急性肺結核去世，被告與母親關之後亦變得緊張，成績亦一落千丈。區域法院暫委法官許肇強稱被告帶有仇視恐嚇的「裝修」行為是「確似黑社會尋仇」，最後判入勞教中心。到2022年10月24日，暫委法官許肇強指，負責作拘捕的警員在事隔7個月後，單憑影片聲音便一下子確定其中一名被告的身份，「實在是匪夷所思」，又質疑他在庭上主動談及與被告接觸的經歷，卻沒有文字紀錄支持，「無法完全排除是捏造」。法官又指被告的髮色及髮型與犯案者相似，但有關片段質素參差，難以斷定被告有參與本案，最終基於疑點利益歸於被告的原則下，裁定兩人罪名不成立。

## 8日

### 美国宣布制裁中港官员后的相关回应
香港中聯辦主任骆惠宁发表谈话，表示“被美国列入制裁名单，恰说明我为国家、为香港做了我应该做的事情。我在国外没有一分钱资产，搞‘制裁’不是白费劲吗”，他并反呛说“可以向特朗普先生寄去100美元，以供其冻结之用”。
香港特区政府表示，嚴厲批評美國對11名中港官员實施制裁，形容“做法卑劣和無恥，明目張膽和粗暴干涉中國內政”。政府發言人亦嚴厲譴責美國政府故意公開政府官員的個人資料，指此等差劣的行徑等同國家級認可的「起底」行為，嚴重侵犯私隱及危害個人安全，特區政府保留採取任何必要法律行動的權利。
香港特首林鄭月娥在社交媒體發文指，對於美國政府對11位中港官员的制裁，特區政府已發表嚴厲聲明回應。至於在名單中所写的住址為山頂白加道15號（即政務司司長官邸），她在帖文中則回應指，「難道負責的美國官員連特區行政長官是住在上亞厘畢道的禮賓府（Government House）也不知道嗎？」她又指，「另外一點是被針對的特區政府官員，有些包括我在內是連特區護照號碼也被披露，有些則没有，難道我的同事連特區護照也没有嗎？這些辦事粗疏就令我想起當年美國政府向特區政府提出要引渡斯諾登（Edward Snowden），但交來的文件把他的全名都攪錯了」。而她自己住址出錯的原因，可能是負責的美國官員用了她在2016年6月以政務司司長身份訪問美國時申請入境簽證時的資料而忘記更新，而護照號碼没被披露的同事，可能是近年都没有申請訪美簽證。她最后又强调其訪美簽證于2026年到期，并表示她会主動註銷其美签。
警務處處長鄧炳強表示，維護國家及香港的安全，是他的責任和榮譽，外國對他的制裁，對他來說毫無意義，他會繼續專心做好維護國家及香港安全的工作；律政司司長表示“為國家服務感到自豪光榮”；保安局局長李家超称，此举“反映美國的雙重標準和虛偽，維護國家安全是天公地義的事，美國想用所謂制裁作恫嚇，不會得逞”；政制及內地事務局局長曾國衞回應称，他在美國沒有任何資產，亦不打算前往美國，又指美國強調民主人權，卻肆意「起底」和公開官員個人資料，是「流氓行徑」。而未列入制裁名单的公务员事务局局长聂德权也批评美方制裁“横蛮无理”，指其批评香港政府及警方处理社会运动，与美国联邦政府处理全国各地骚乱的态度截然不同，显然是“双重标准”，又慨叹香港人对美方制裁“摇旗呐喊、如获至宝”，但“除了一时亢奋，对自己和香港有什么好处？”。
國務院港澳辦發表聲明，譴責美國政府實施制裁，表示“任何恫嚇和威脅都絲毫不能動搖維護國家安全的意志”。外交部駐港公署稱，美方詆譭、攻擊、抹黑《港區國安法》，制裁對中港官員，「充分暴露其『不願別人安裝防盜門』的陰暗心理」，「戳穿其『維護香港繁榮穩定』的偽善謊言」，公署對美方的所謂制裁表示極度義憤和強烈抗議，稱任何干預勢力「都難逃搗亂、失敗，再搗亂、再失敗的命運」；香港中聯辦則表示，「如果美國認為所謂制裁就能讓中國人妥協退讓，那他們是弄錯了時代、打錯了算盤、枉費了心機」。中聯辦呼籲部分美國政客看清大勢，稱無論他們如何干涉及施壓，「都不可能阻擋當代中國繁榮發展的歷史大勢，都不可能動搖『一國兩制』事業不斷向前的堅定步伐」。

### Facebook禁止被制裁官员使用支付服務
Facebook香港發言人表示，Facebook的服務營運必須受美國法例約束，指任何Facebook帳戶一旦被美國政府的外國資產控制辦公室列入其國民及被阻禁者名單進行管控，Facebook就有法律責任對這些帳戶採取行動，其中包括制裁官员將被禁止使用任何存在支付行為的服務。

### 周梓樂逝世9個月

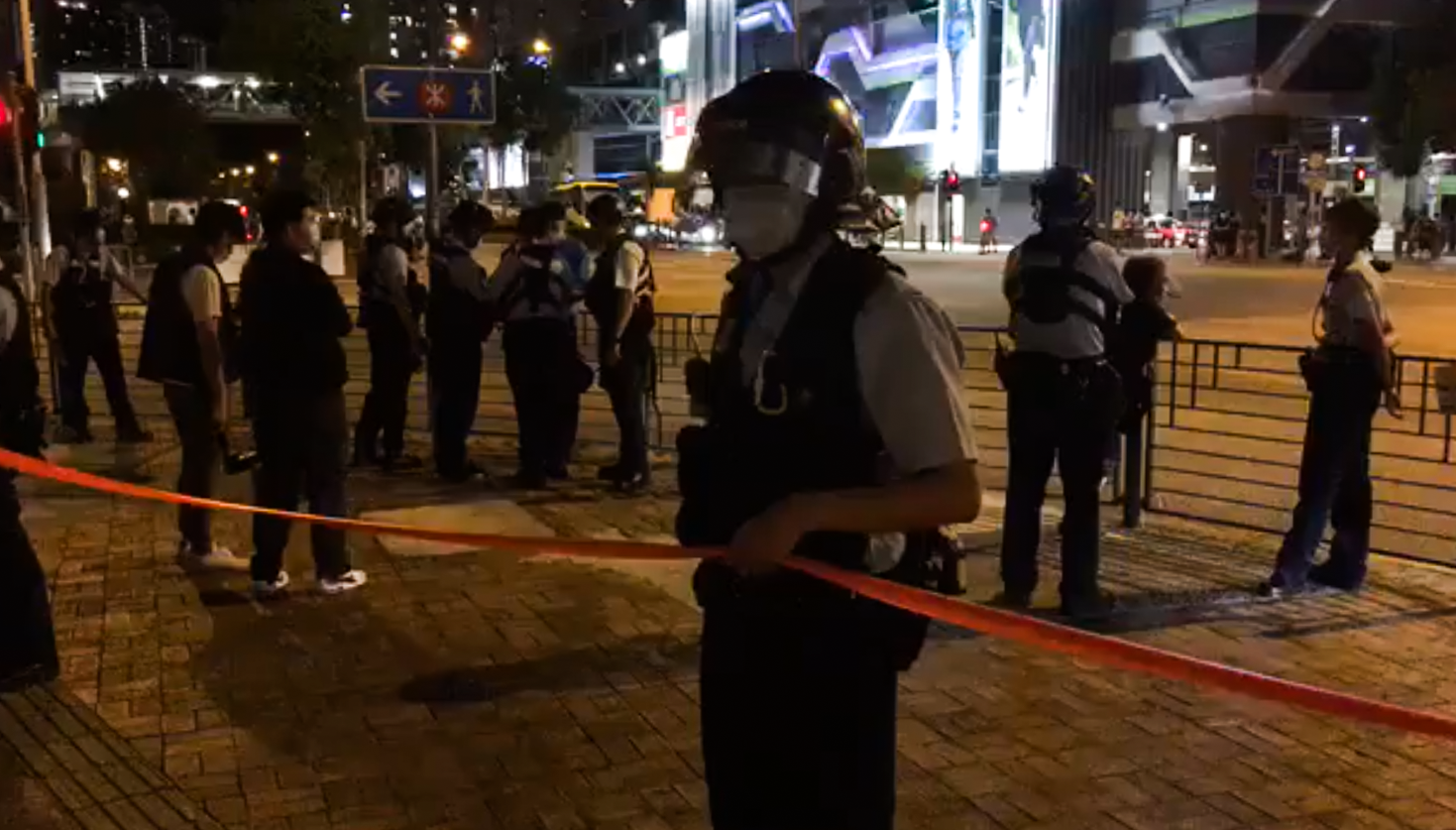
示威常客David和另外一人被警員截查

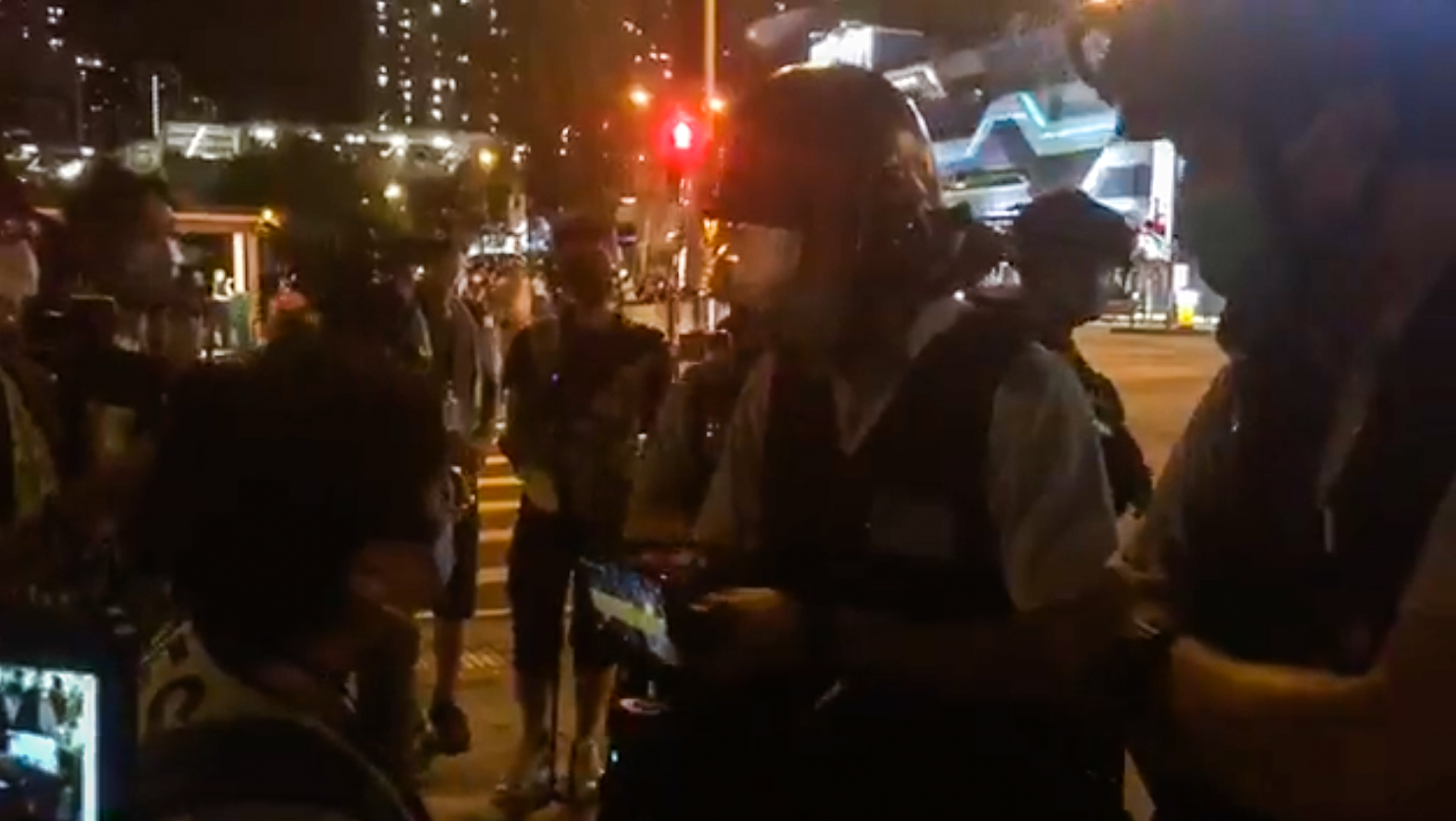
警員截查記者身份引起不滿

科大生周梓樂離世9個月，有市民傍晚起在將軍澳尚德停車場外擺放鮮花悼念。警方一直在場戒備，雖未有衝突，惟約晚上7時半拉起封鎖線，圍封擺放鮮花的區域，警察公共關係科人員到場截查現場記者，表示懷疑有假記者滲入其中，要求所有人士出示身份證、記者證、是否受薪等，部份更要求打開該媒體的Facebook專頁，以證明確有其媒體，亦有記者被截查超過兩次。
在截查記者期間，多名警員突然衝往祭壇對面的佛教志蓮小學，截停2男2女，其中一人是示威常客David，指他們違反限聚令及發出告票，約10分鐘左右後獲放行，無人被捕。David表示，自己早前已在祭壇位置被警方發出告票，然後又在小學外再被控違反限聚令，即警方短時間內發出兩張限聚令告票。
被控限聚令的女士表示，自己只是準備過紅綠燈，卻突然有大批警察衝來，強調自己不認識另外三人，卻被警方指他們四人有共同目的；另一名女士則表示，自己當時在小學外悼念，當她質疑警方為何違反限聚令時，卻被警方指有機會構成阻差辦公。
另外，一名身穿7-Eleven制服男子，稱途徑時向警方方向高呼「毅進仔」，隨後被警員捉住左手，將他拉到牆邊，並票控他違反口罩令。他解釋自己口罩只是少許下滑，又指自己向政府領取傷殘津貼，無力罰款2000元，因此向警方跪下求饒，惟警方只著他上庭抗辯。
其後，警方在Facebook發文，指晚上七時許，多名「身穿反光背心的人」於將軍澳尚德邨外聚集。警方到場並截停40多人，最後以涉嫌違反限聚令票控其中16人，指他們並非進行傳媒採訪工作，或受僱於傳媒機構，但穿著反光衣。警方又指，16人中，有7人為16歲以下未成年人士，年紀最輕只有12歲。警方在Facebook又稱，近期「越來越多穿著反光衣的人在公眾活動中出現」，並譴責有人「利用反光衣作為掩飾進行受禁羣組聚集」，增加病毒在社區傳播的風險，違反限聚令。

## 9日

### 港澳办再就美国制裁中港官员回应
國務院港澳辦公室發言人再次發表講話，稱美國制裁中國和香港政府官員是「充分暴露出美國一些政客的霸權主義習性，是其在香港問題上的政治盤算失算後的一次歇斯底里式的發作」。该發言人又表示“高興看到”特首林鄭月娥等官員表示維護國家安全是“光榮而崇高的責任”，「他們將無懼任何威嚇，繼續竭力服務國家和香港，我們為這樣的義正詞嚴的回應點讚」。

### 五眼聯盟國家外長发表声明
五眼聯盟國家外長發表聯合聲明，稱對香港政府取消部分立法會參選人的參選資格，以及押後原定9月6日舉行的立法會選舉“極為擔憂”。聲明稱，港府的有關舉措已經損及維護香港穩定繁榮的民主進程，因此要求香港政府恢復有關人士的參選資格，並儘快舉行立法會選舉，並保證選舉在基本法保障的自由民主的框架下舉行。而中国外交部发言人赵立坚翌日在例行记者会上表示強烈不滿和堅決反對，认为「五眼聯盟」國家對香港推遲立法會選舉作政治化解讀，是典型的雙重標準，不能代表國際社會。中國駐有關國家使館已向有關國家提出嚴正交涉。香港特区政府、中國駐英大使館、中國駐加拿大大使館亦发表类似声明予以反对。

## 10日

### 黎智英等至少9人涉違香港國安法被捕

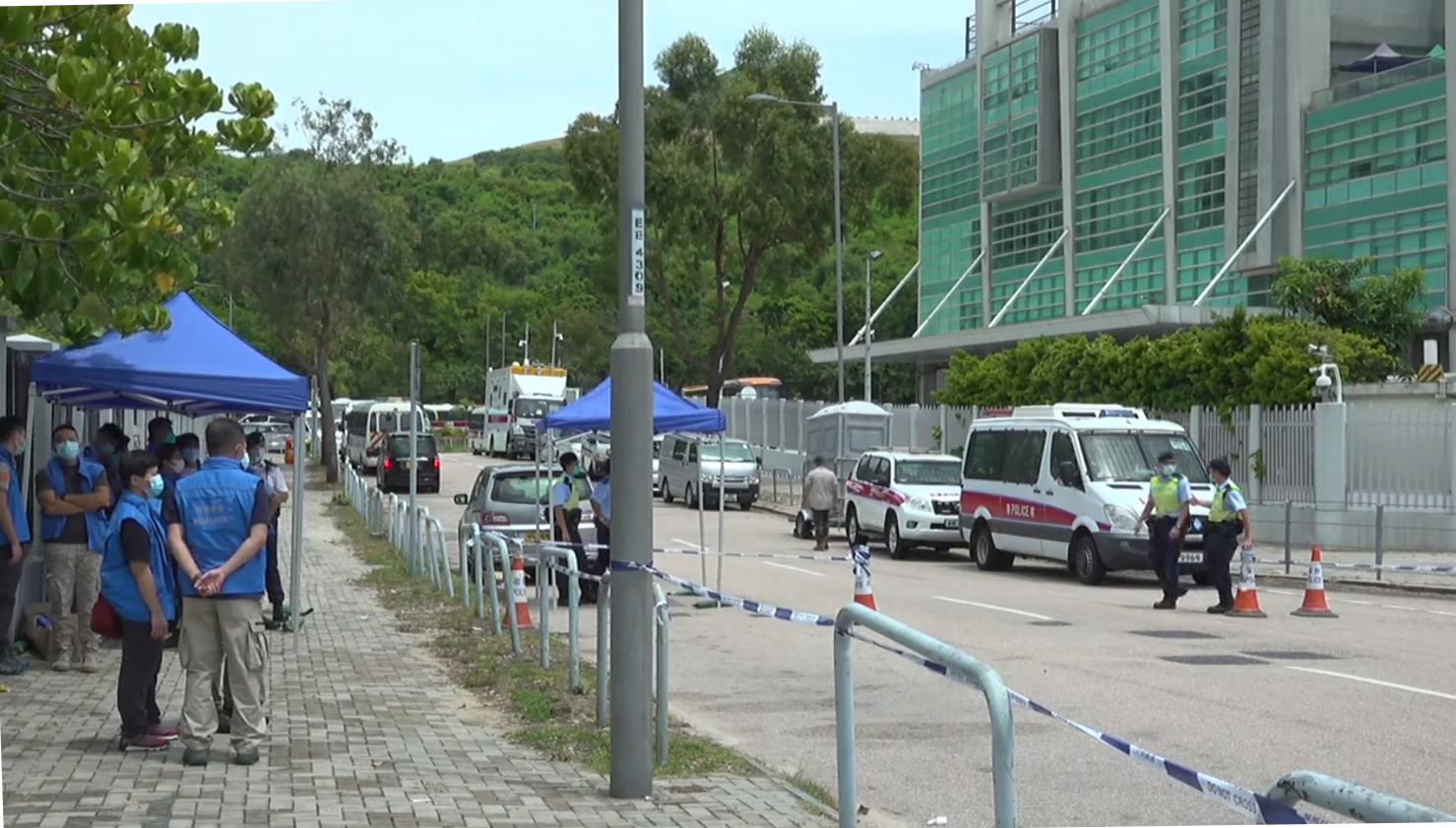
大批警車在蘋果日報大樓外停泊

據傳媒報道，警方國安處於8月10日拘捕壹傳媒創辦人黎智英等至少9人，涉勾結外國或者境外勢力危害國家安全及串謀欺詐等罪，違反國安法。黎智英被捕罪名為涉嫌違反國安法第29條中，勾結外國或者境外勢力危害國家安全罪，另涉及串謀欺詐及煽動罪。另消息人士透露，警方亦拘捕黎智英的兩名兒子黎見恩及黎耀恩，兩人涉及勾結外國或者境外勢力危害國家安全罪。此外，消息亦指，多名壹傳媒高層亦被捕，包括行政總裁張劍虹、營運總裁兼財務總裁周達權；而身處海外的黎智英左右手 - 美國人馬克‧西蒙（Mark Simon）則被警方通緝。馬克‧西蒙在社交網站貼文，公告黎智英涉嫌勾結外國勢力被捕的消息。香港警方亦高調派遣200人搜查壹傳媒大樓，封鎖現場，只允許本地「具知名度」、「過往沒有阻礙警員」的媒體接近大樓，立場新聞、端傳媒、美聯社、法新社、路透社等記者都被拒絕進入。

### 警員持法庭命令到《日本經濟新聞》調查
2020年8月29日，《法新社》報道有3名警員持法庭命令到《日本經濟新聞》香港辦公室調查，與香港眾志1年前刊登呼籲國際社會支持反修例運動的廣告相關。消息人士稱當日警方沒有帶走任何物件，而《日本經濟新聞》在兩星期後提交有關文件。

### 中方宣布制裁美国官员
中國外交部發言人趙立堅在例行记者会上宣布，中方决定从即日起，对在涉港問題上“表現惡劣”的美国联邦参议员馬可·卢比奥、泰德·克鲁兹、约什·霍利、汤姆·科顿、帕特·图米，联邦众议员克里斯·史密斯，以及美国国家民主基金会总裁卡爾·格什曼、美国国际事务民主协会总裁米德伟、美国国际共和研究所总裁丹尼爾·特温宁、人权观察执行主席肯尼思·羅斯、自由之家总裁邁克爾·J·阿布拉莫維茨实施制裁，以此作为美國對中港官員的制裁的打击报复。趙立堅在当日的例行记者会上表示“香港各界紛紛譴責美國霸權主義惡劣行徑”，又说“中國人民是嚇不倒的，美方所謂制裁只會讓世人更加看清美方霸權霸凌和雙重標準，只會淪為另一個笑話和鬧劇”，同时引述了林郑月娥、鄭若驊的回应，之后又表示「我要代表中國人民給他們點一個大大的讚」。赵立坚宣布制裁决定后，国务院港澳办、香港中聯辦、香港特区政府均表示支持制裁行动，其中香港中聯辦的声明指出，美國制裁聲明是現實版的「滿紙荒唐言」，妄稱「美國與香港人民站在一起」，更是天大的謊言和笑話。

### 周庭被警方國安處拘捕

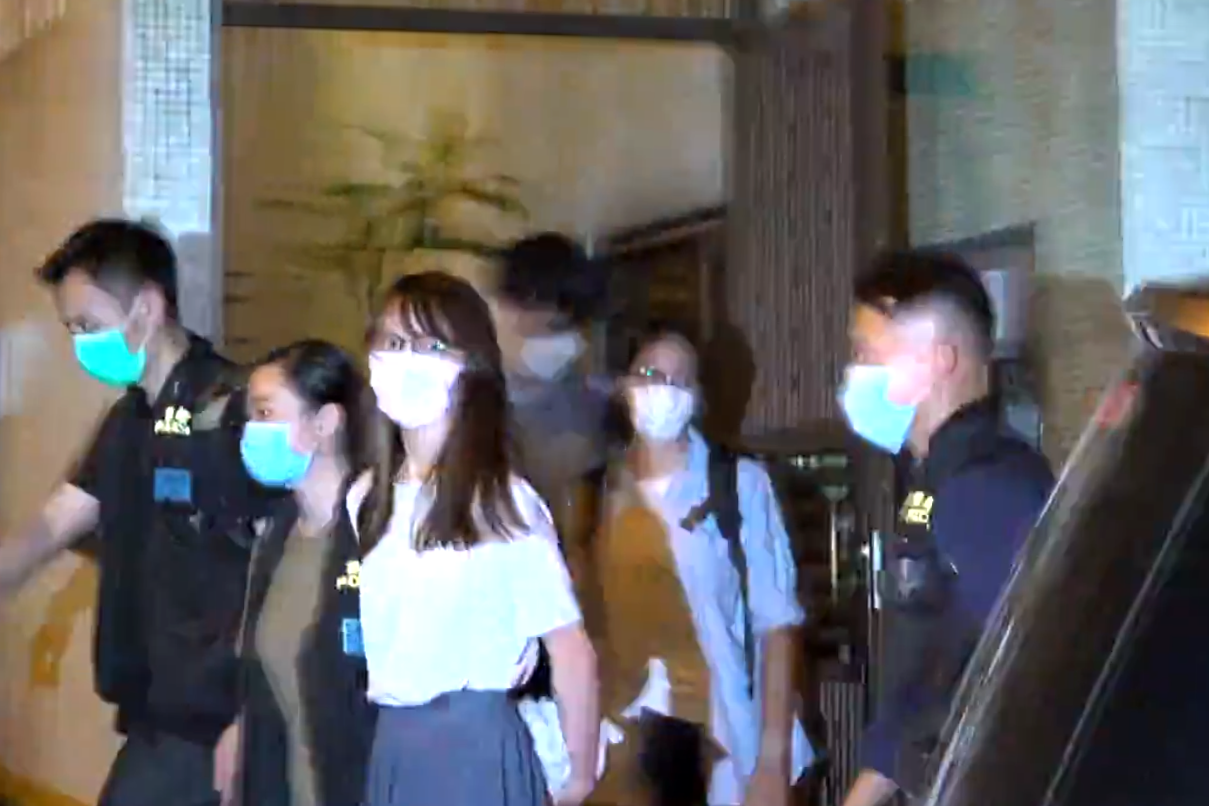
晚上，前香港眾志成員周庭被指違《港區國安法》，在大埔住所被捕

在早上壹傳媒集團創辦人黎智英等9人被警方國安處拘捕，周庭的鄉郊寓所外有可疑男子聚集後，在晚上，其Facebook管理員指有一批警員到到她的家中，指律師正前往跟進，後被警方帶走。國安處高級警司李桂華見記者時表示當天共有9男1女涉嫌違反《港區國安法》及干犯串謀欺詐等罪被捕。

### 李宇軒及李宗澤被警方國安處拘捕
香港警方早上以涉違國安法及串謀欺詐等罪名拘捕壹傳媒創辦人黎智英等7人，下午在Facebook更新共9人被捕，多間媒體引述消息指被捕的兩人，分別是組織「香港故事」成員李宇軒及前學民思潮成員李宗澤，被捕的罪名為勾結外國或者境外勢力危害國家安全，李宇軒另被指涉洗黑錢，無線新聞則引消息指，兩人涉嫌負責網上「我要攬炒」團隊的運作，兩人或曾經接受資助。

## 11日

### 多區和你Sing
網民於6時半於多區發起「和你Sing」行動。警方進入中環ifc商場，旺角朗豪坊，沙田新城市廣場和屯門市廣場驅散和票控36名市民。而警員更大舉截查和濫用武力制服記者，理大學生會會長陳嘉禧批評警方無理傷害學生記者，絕不容忍打壓新聞自由的行為。理大編委會已經向警察投訴科落案，保留進一步法律追究權利。香港記者協會發聲明，強烈譴責警方濫用武力，並對警方濫發告票阻礙採訪表示不滿。

## 12日

### 香港暫停與德法逃犯協定
因法國及德國於一週及兩週前宣布暫停與香港的引渡協定，香港特区政府于当日分別向德國駐香港總領事館、法國駐港澳總領事館發出通知，宣布港府按中央人民政府指示，決定暫停履行《港德移交逃犯協定》，以及擱置正待生效的《港法移交逃犯協定》。中國外交部發言人強烈反對德國和法國的做法，認為兩國司法合作政治化，干預中國內政，違反《國際法》與國際關係準則。

### 特區政府駁斥日本跨黨派聯盟的評論
特區政府發表聲明，指「日本跨黨派聯盟」就《港區國安法》及本港立法會選舉發表錯誤及不恰當評論，對此表示極度遺憾。

### 日本跨黨派聯盟緊急回應周庭等被捕 市民發起集會

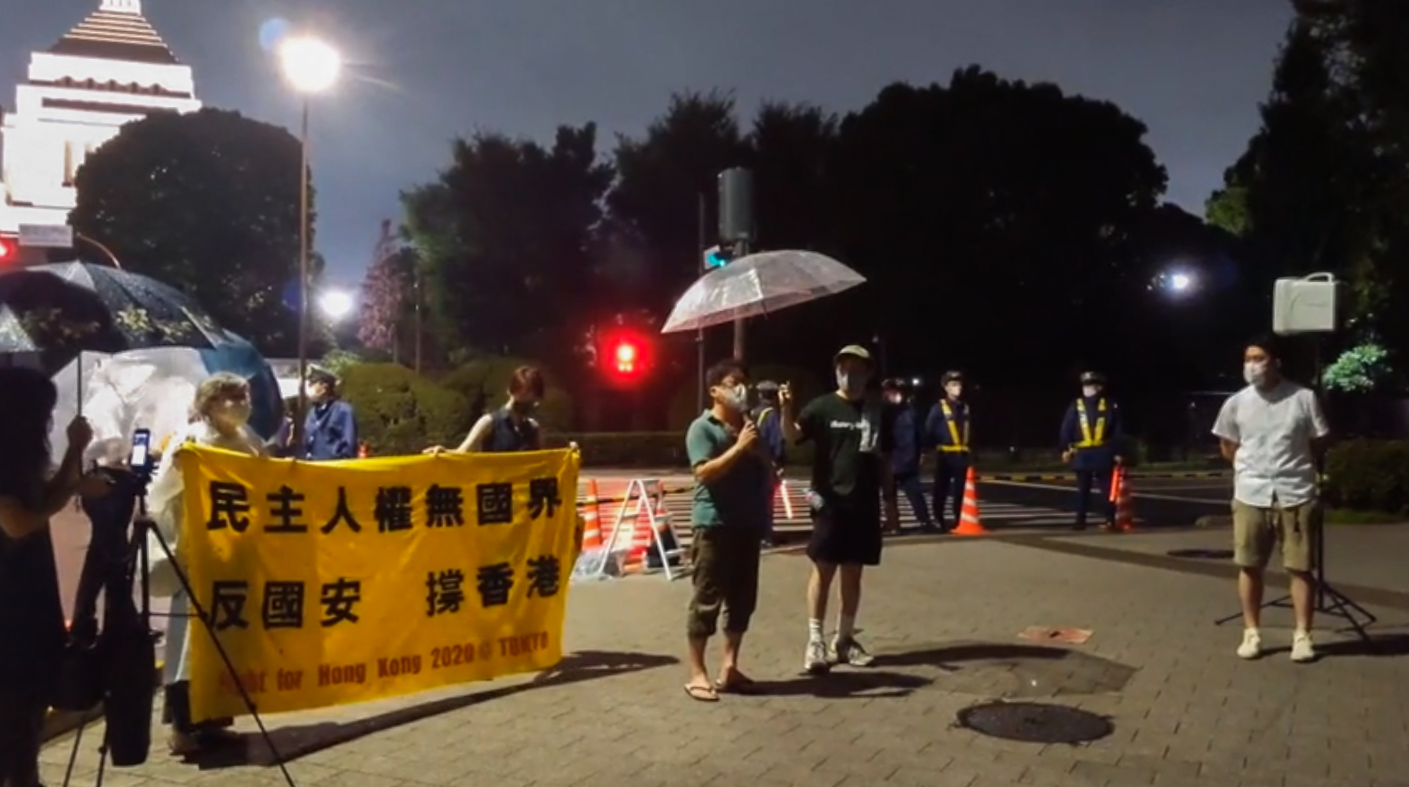
日本「StandWithHongKong 東京實行委員會」在東京國會議事堂前舉行集會，要求日本政府回應香港的自由民主問題

日本「關於對中政策國會議員聯盟 (Japan Parliamentary Alliance on China, JPAC)」在眾議院舉行緊急記者會，批評指港府以《國安法》侵犯言論自由，並關注政府推遲立法會選舉和DQ候選人的問題。多名日本教育界和法律界等人士發表聯合聲明，指香港警方的拘捕實為政治打壓，沒有根據。到下午6時，「東京實行委員會」於日本東京國會議事堂正門前舉辨「StandWithHongKong集會」，要求日本政府回應香港的自由民主問題，集會約有300人參與。

## 13日

### 機場「和你Lunch」

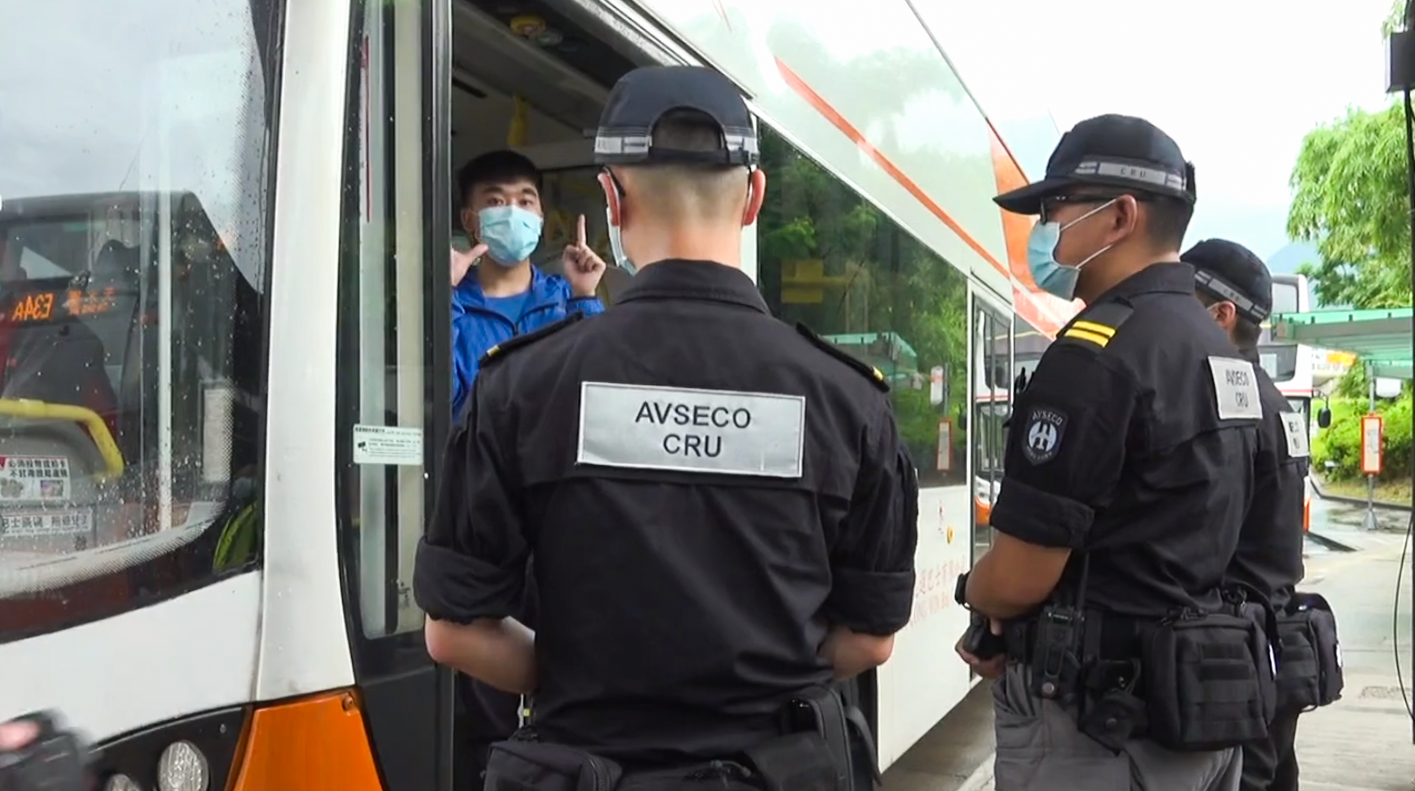
大批機場保安包圍David一人，不容許他下車

網民發起中午在機場「和你Lunch」。下午約1時，「和你Lunch」常客David一人抵達香港國際機場一號客運大樓對開巴士站，他呼叫「五大訴求　缺一不可」等反修例口號時，大批機場保安上前將他包圍，並驅趕至離客運大樓最遠的巴士站。其後保安更將他驅趕上一輛龍運巴士E34B線，David稱因沒有金錢付車資拒絕離開，一度與保安發生口角，保安登上車內把David帶入車廂中。最後David轉到東涌站內高叫口號及高唱反修例歌曲，警員未有理會。

## 14日

### 金鐘政總「和你Lunch」

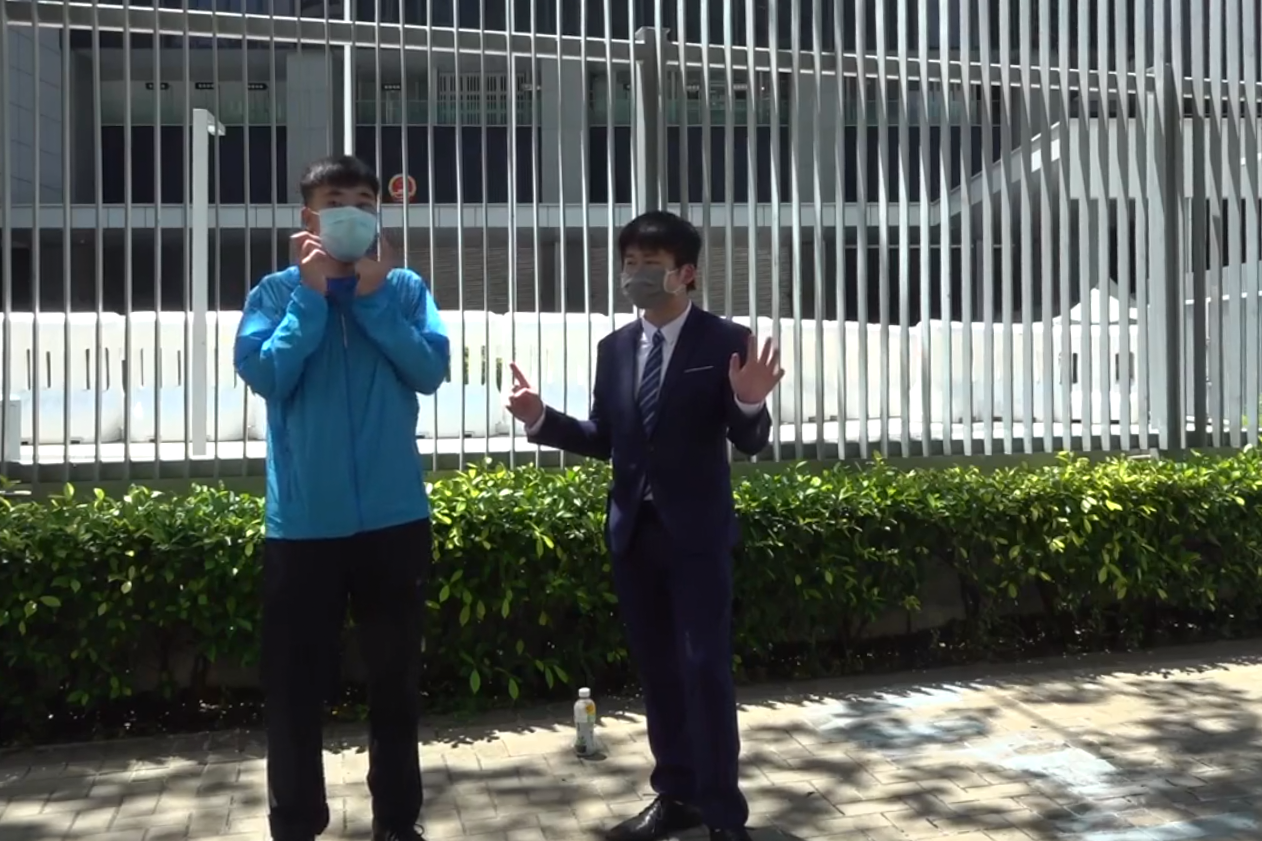
金鐘政府總部外的「和你Lunch」，有兩人出席

網民發起中午在金鐘政府總部外舉行「和你Lunch」。警方在政總東翼加強戒備。下午1時有「和你Lunch」常客David和另外一名年輕人在金鐘海富中心集合，其後走到在政府總部門外舉起「五大訴求」手勢，兩人於1時40分離開。

## 15日

### 3人金鐘悼梁凌杰 警方兩度票控並截查多名記者

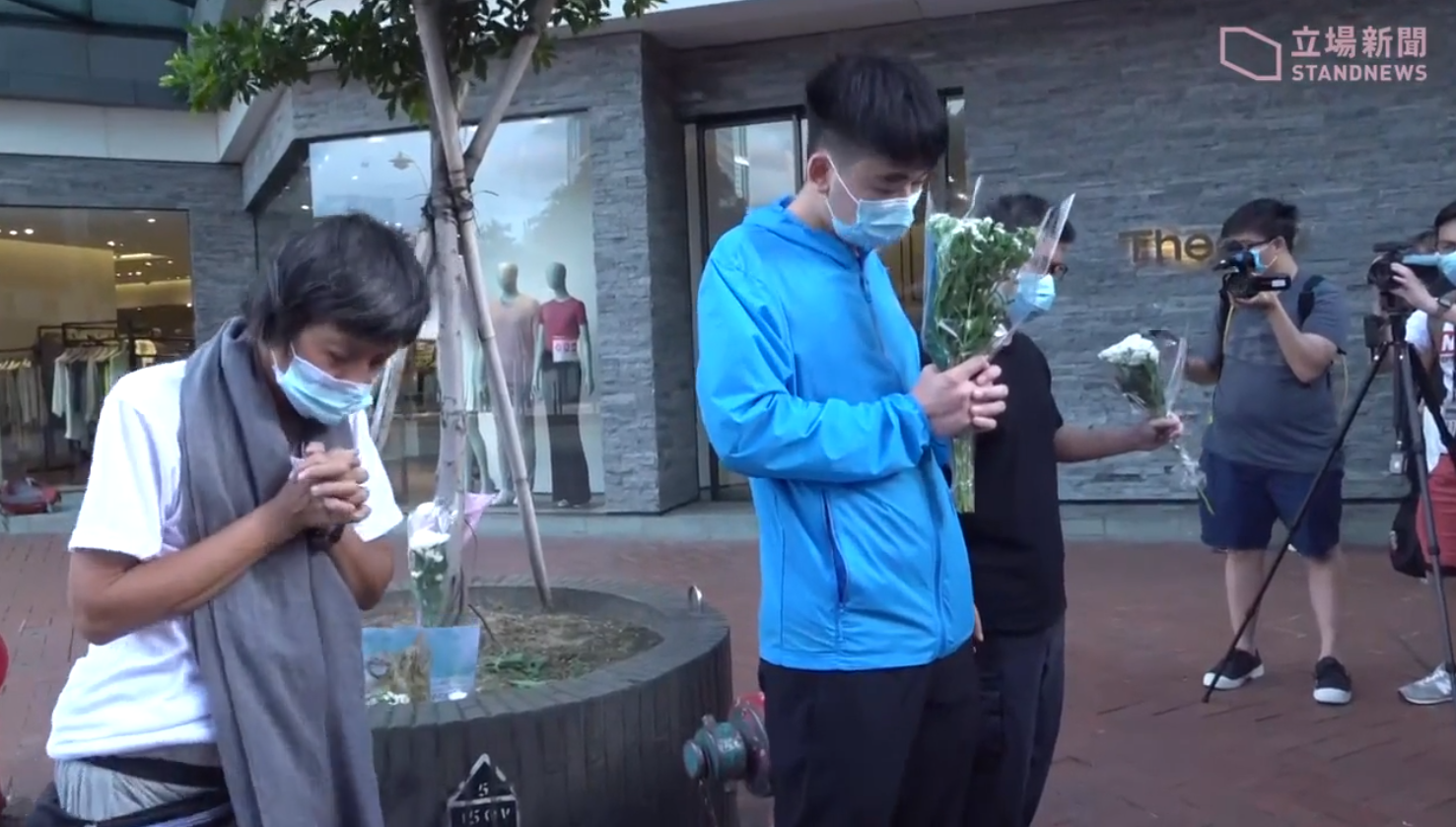
「和你Lunch」常客David聯同另一人帶攜鮮花到商場外一個花槽獻花，並與一名年長女士默哀一分鐘

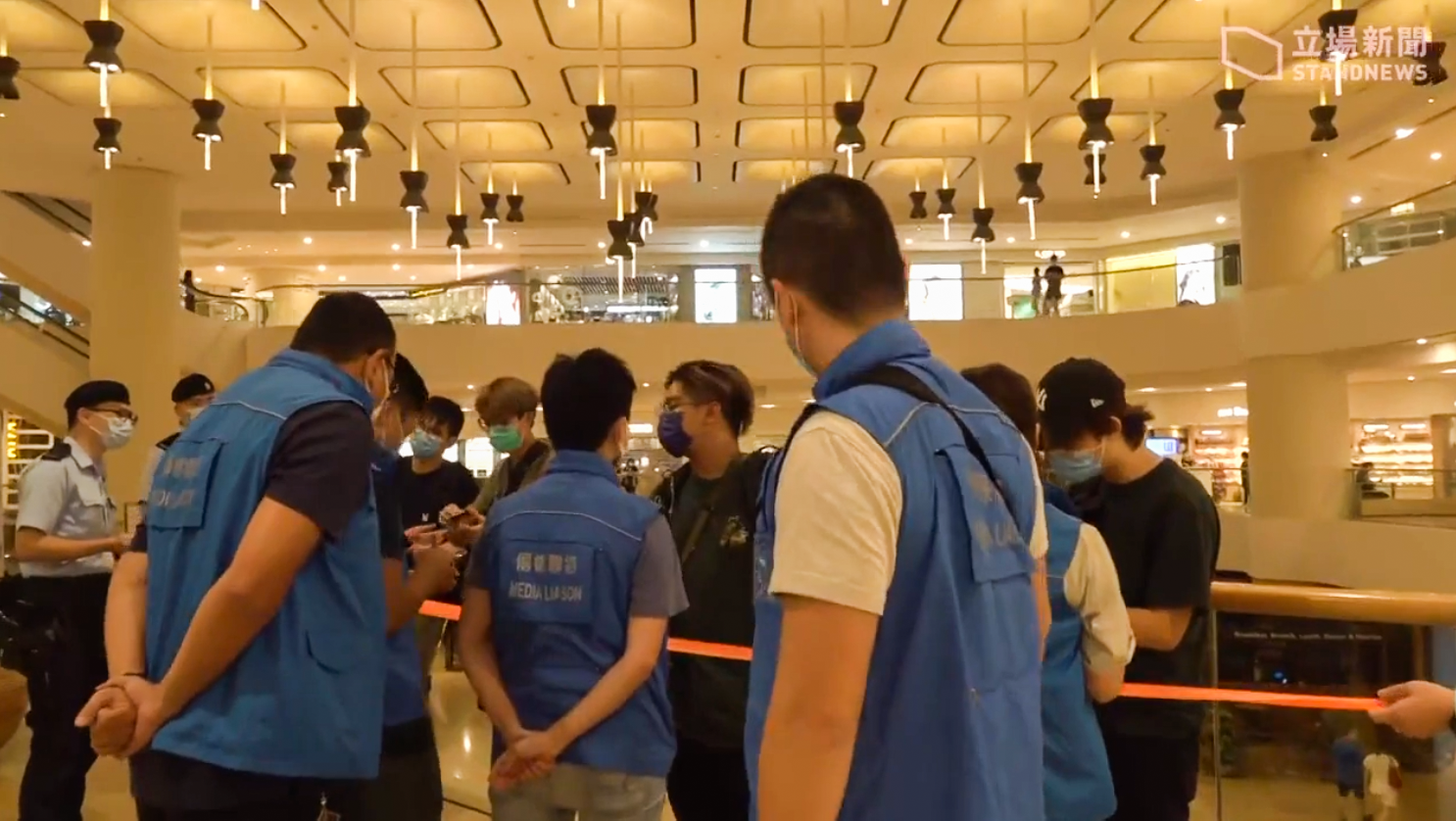
傍晚6時50分，多名警員突然跑入太古廣場內，截查約10名網媒記者和2名急救員

下午，3名巿民到金鐘太古廣場外，悼念去年6月15日在反修例運動中墮樓離世的梁凌杰。「和你Lunch」常客David先在太古廣場中庭叫口號，之後聯同另一人帶攜鮮花到商場外一個花槽獻花，並與一名年長女士默哀一分鐘。不過他們很快被警方包圍並以違反限聚令為由票控。其後3人於現場再叫口號，再度被警方票控。到傍晚約6點半，軍裝警員將David及年長女士帶上警車。到傍晚6時50分，多名警員突然進入太古廣場內，截查約10名網媒記者和2名急救員，並拉起封鎖線。最後一男一女被警員帶上警車，其中一人身上佩戴記者證。而2名急救員被發出限聚令告票。他們表示當時只是準備離開。

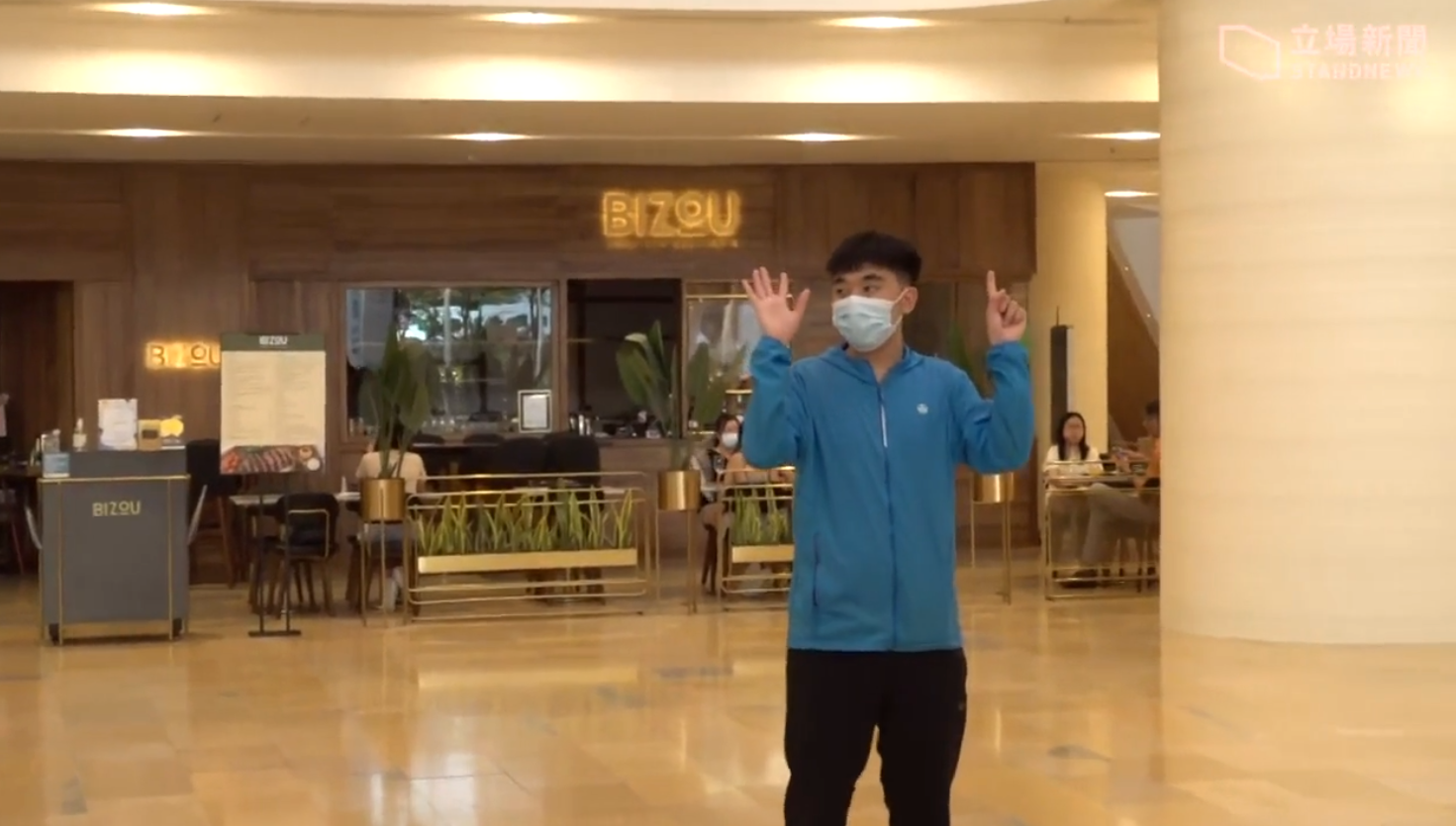
「和你Lunch」常客David先在太古廣場中庭叫口號
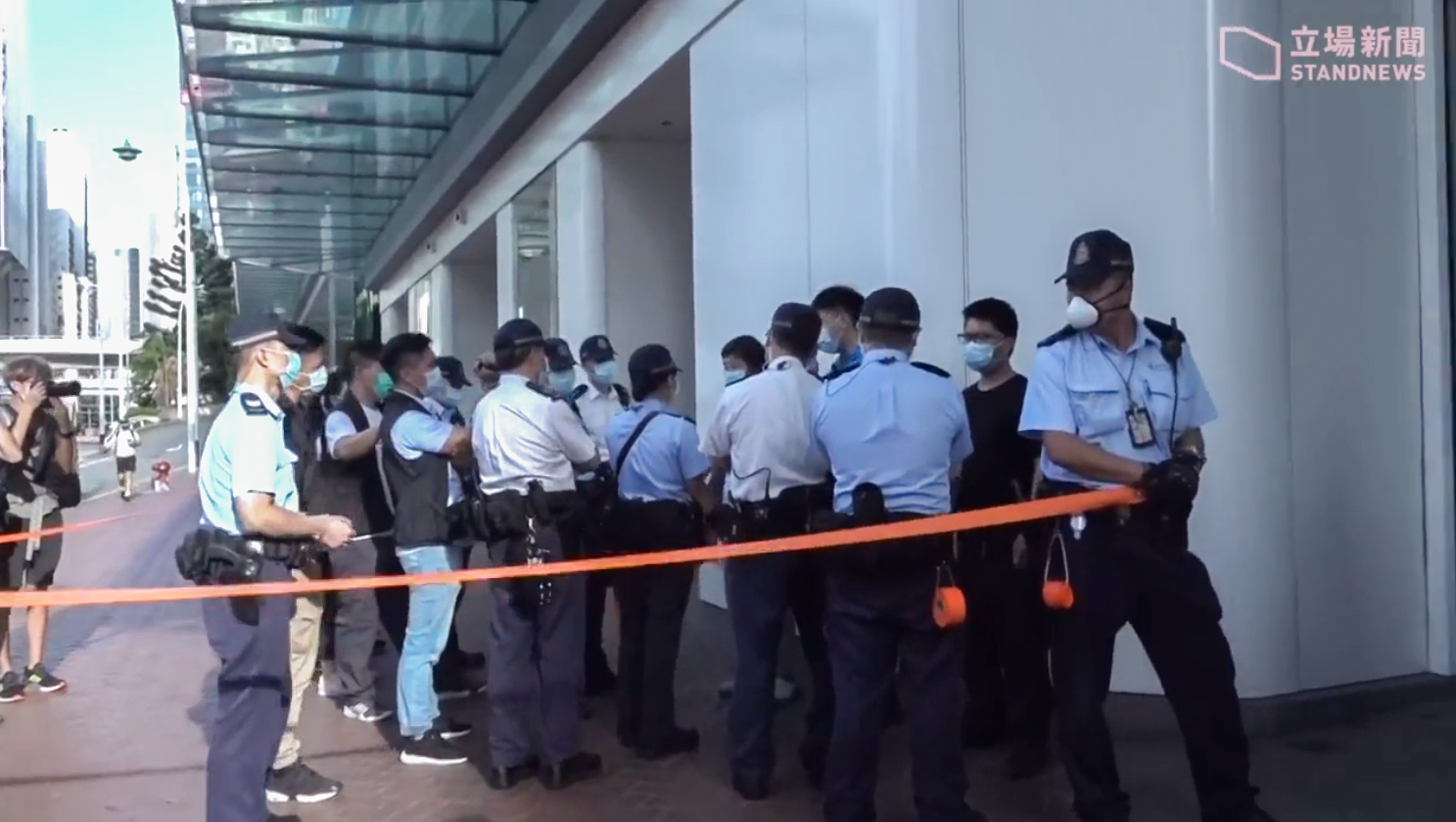
警方包圍3人，以違反限聚令為由票控
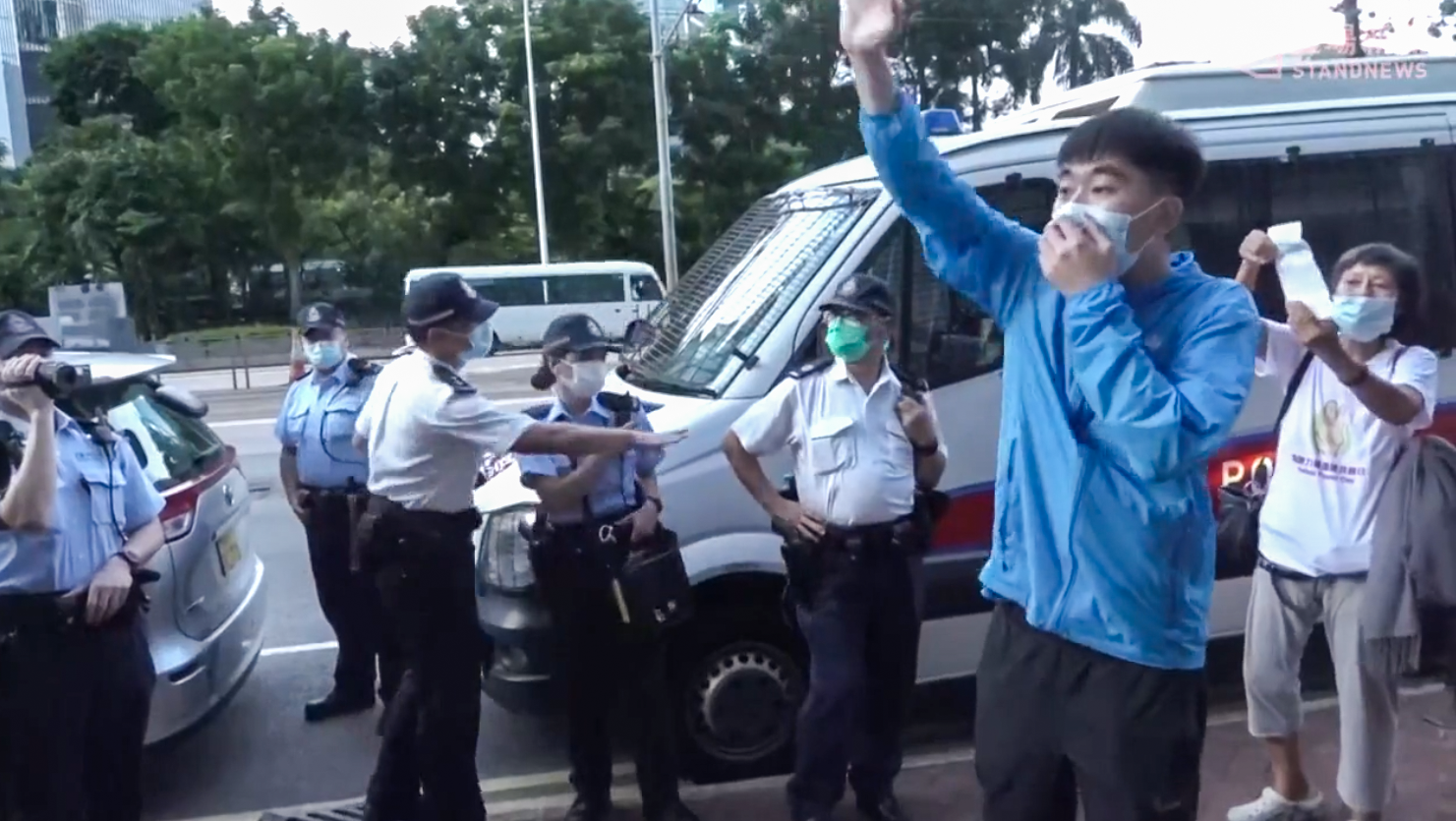
獲放行後於現場再叫口號
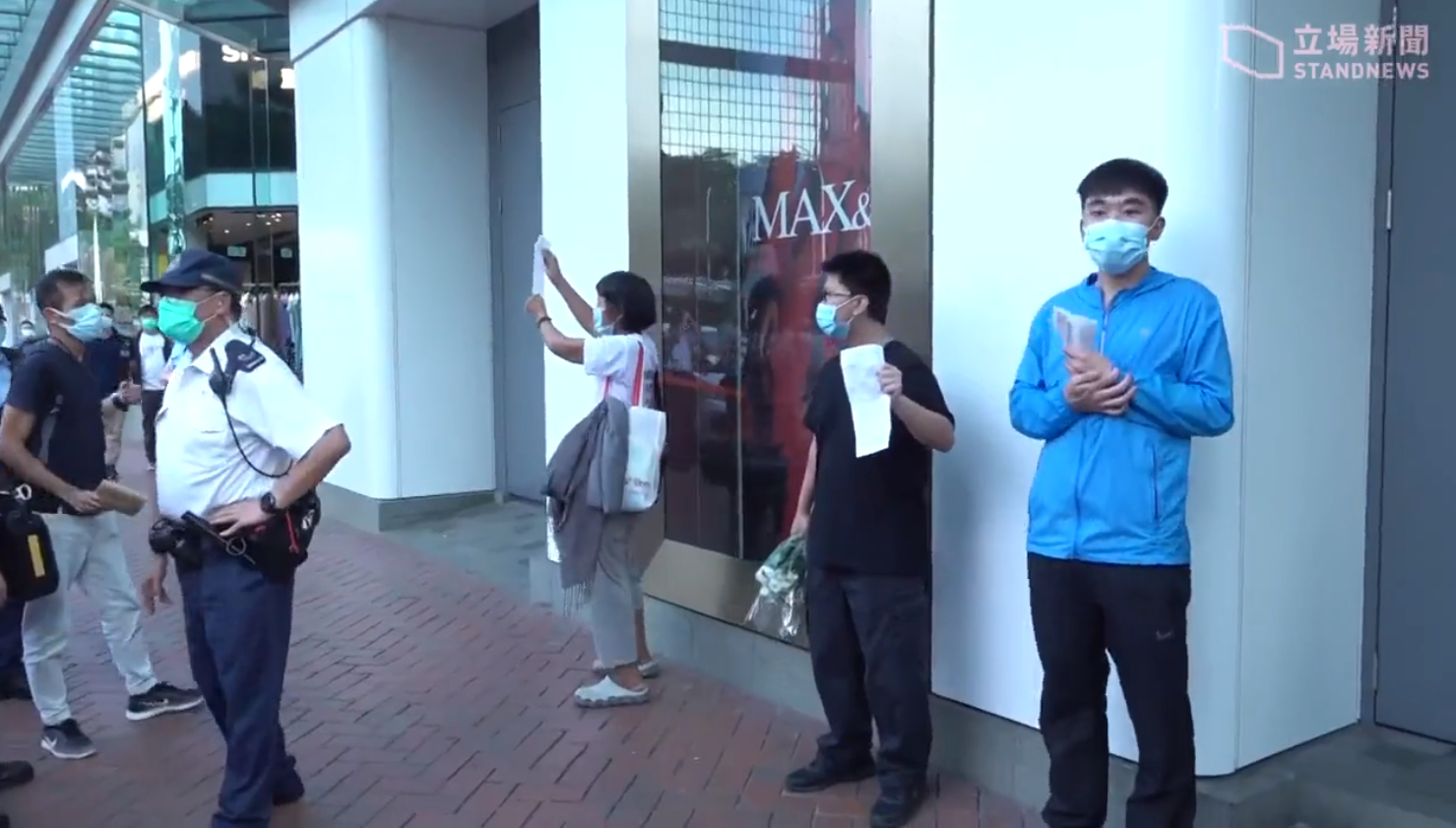
警員再次包圍他們並票控
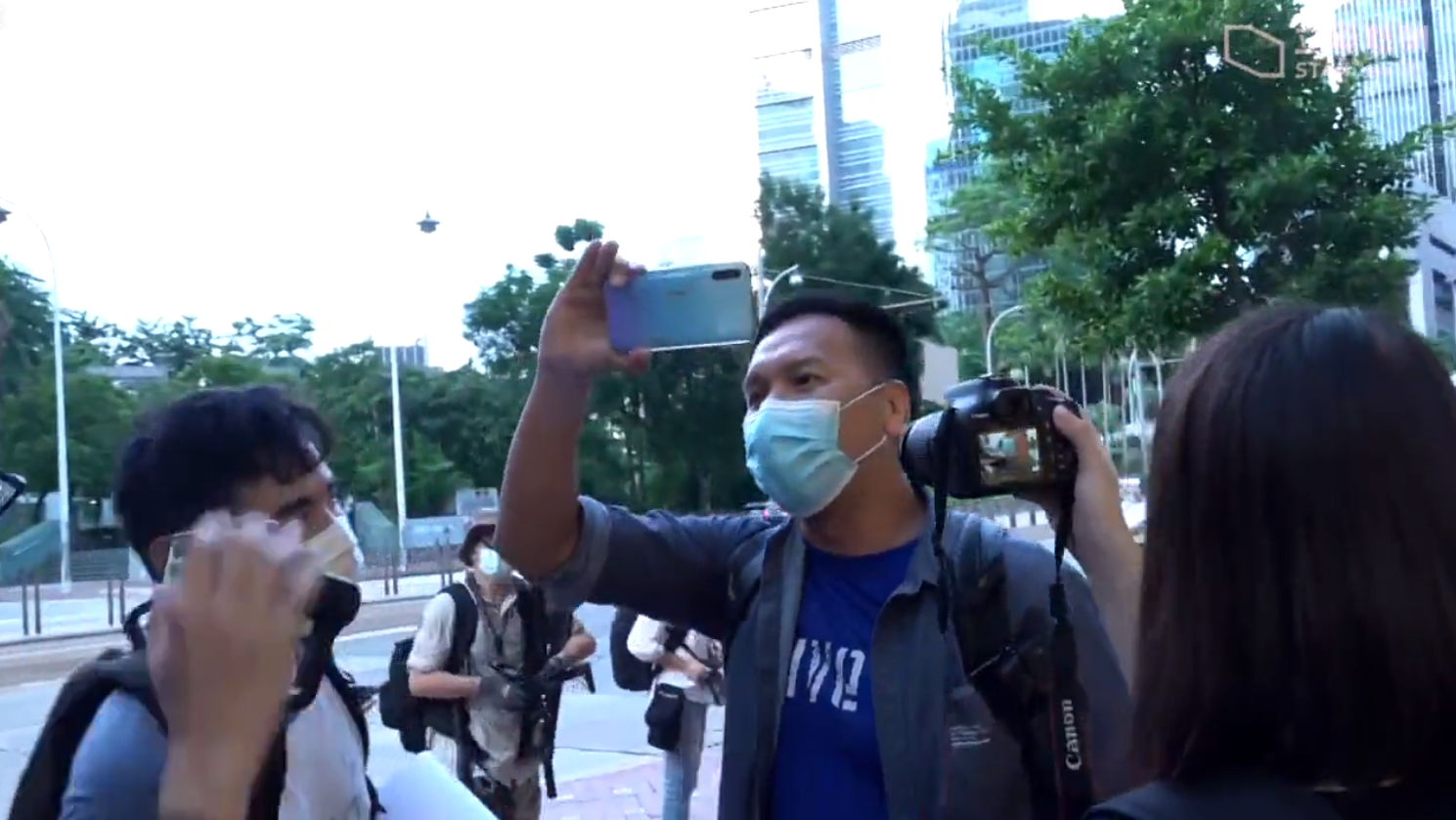
大波man一度到場，並用手機拍攝記者
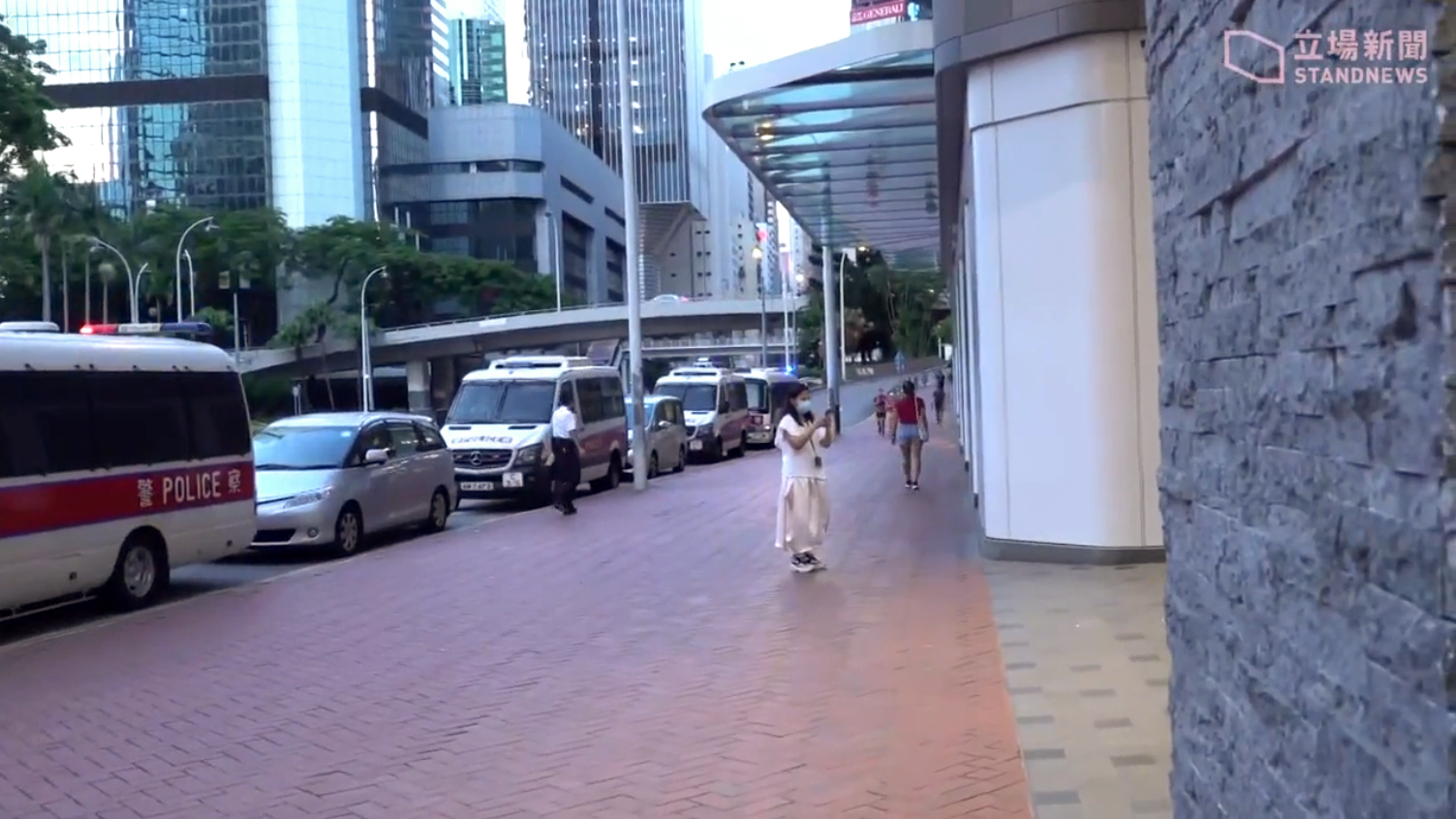
一名便衣女警拍攝商場內
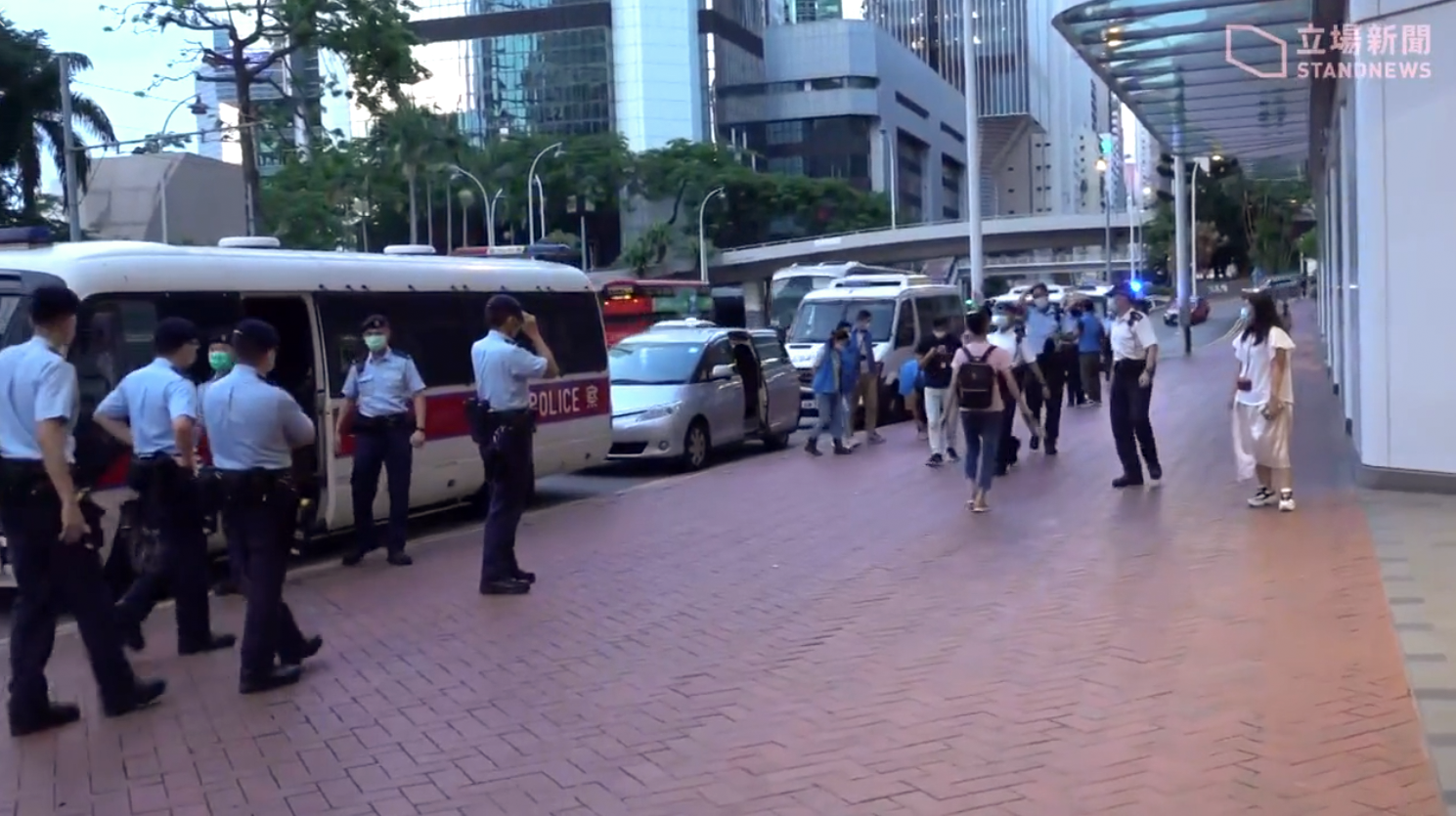
原本在車上的多名警員突然走出車外，之後進入太古廣場內

### 林鄭月娥主動刪除劍橋大學沃爾森學院名譽院士身份
劍橋大學沃爾森學院于2020年7月發表聲明，称该院院長克拉克教授表示，在《港區國安法》頒布後，對香港發生的連串事件深表關注，強調強烈支持保障人權及言論自由。學院又指，將考慮褫奪特首林鄭月娥榮譽院士的名銜。8月15日，根據行政會議成員個人利益登記冊，行會秘書處按林鄭通知，刪除她在個人利益登記冊上有關英國劍橋大學沃爾森學院名譽院士身份的項目。她晚上在facebook解釋，指學院提出「莫須有」指控，批評學院「以毫無事實根據、道聽塗說的態度去誣蔑別人」，並表示不想與學院有任何聯繫，因而主動退回名銜。

## 18日

### 快必判刑
於2020年5月31日因腳踢石房有被控告普通襲擊罪的人民力量副主席「快必」譚得志，在東區裁判法院認罪，裁判官判其罰款$3000。

## 19日

### 美国暂停与香港的双边协议
美国宣布因《香港国安法》，暂停与香港移交逃犯条例、移交被判刑人协定及豁免国际船运利得税，美國國務院發言人奧塔古斯在聲明中稱，中共採取激烈手段，侵蝕在《中英聯合聲明》中，對英國及香港人民承諾給予香港50年的高度自治，總統特朗普表明會視香港為「一國一制」，並對破壞香港人民自由的個人採取行動。香港特区政府对此表示强烈谴责，认为美國單方面作出的決定反映其政府不尊重雙邊以至多邊主義，應受國際社會譴責。中国外交部发言人赵立坚宣布，鉴于美方的错误行径，中方决定香港特区暂停履行港美司法互助协定。

## 20日

### 7.21恐襲13月　警再拘六人
事發超過一年的元朗襲擊事件，警方再拘捕6人，累積拘捕人數43人。新界北總區高級警司(刑事)陳天柱昨晚表示，最新拘捕的六人(32至57歲)亦涉暴動及串謀有意圖而傷人罪，當中三人無業、一名地產經紀、一名司機及一名及汽車維修員，當中有人有黑幫背景。事發逾一年只拘捕43人，警方稱已掌握部份涉案人身份，但有些已經潛逃，警方早前已聯絡外地執法機關協助，加上案件牽涉人數眾多，有大量文件和錄影片段，需時審理。
當日遇襲受傷的民主黨林卓廷批評警方對該案的處理：「以佢呢個速度，拉十年都未拉得晒。」至今尚未拘捕案件主謀，令人極度失望。即使香港电台節目《鏗鏘集》都能憑片段找到多名疑犯，「你哋警察究竟做咗啲咩？」

### 入境處女文書助理被捕
多位便衣警員於灣仔拘捕一名25歲女子。網絡安全及科技罪案調查科科技罪案組警司譚威信表示該名女子於入境處任職文書助理期間，將約200名警員、香港立法會議員、裁判官的個人資料洩漏至一個名為「老豆搵仔」的Telegram群組，該名女子被控公職人員行為失當及不誠實取用電腦等6項罪名。
女被告於2020年8月22日在東區裁判法院提堂，裁判官指案件證據強並涉及違反誠信，拒絕其保釋，須還柙看管，同時保留八天保釋覆核權利。案件押後至10月19日再訊。

### 蔡霞評論《港版国安法》
中共中央黨校教授蔡霞接受BBC採訪時針對《港区国安法》的評論表示：
|  | 港版國安法它不是一個真正的立法，它是一個政治強權意志的推行，就是要打壓香港人民捍衛自己的權利。曾經中國共產黨說民主是社會主義的特徵，社會主義的生命之一，但現在完全在做極權政治的打壓，完全都是違背（自己的說法）。 對於香港局勢的關注，我其實是有幾個考慮：第一是從香港700萬人民本身的權利和自由出發，這是不容討論、不容置疑的東西，第二，對中國內地的發展來說，香港的意義。我覺得這會把整個民族未來發展很寶貴的渠道、窗口和一個跟世界連接的平台親手毀掉。第三，如何處理香港問題會涉及到全球的文明秩序，說狹隘點它會涉及到全球的經濟格局、金融格局的改變，資本的自由流動和貿易的蓬勃發展；從再大一點講，強行推行港版《國安法》，毀掉的是法治和自由的秩序，會對整個人類現代制度運行和文明秩序產生很大衝擊。 |

## 21日

### 元朗終極和你lunch

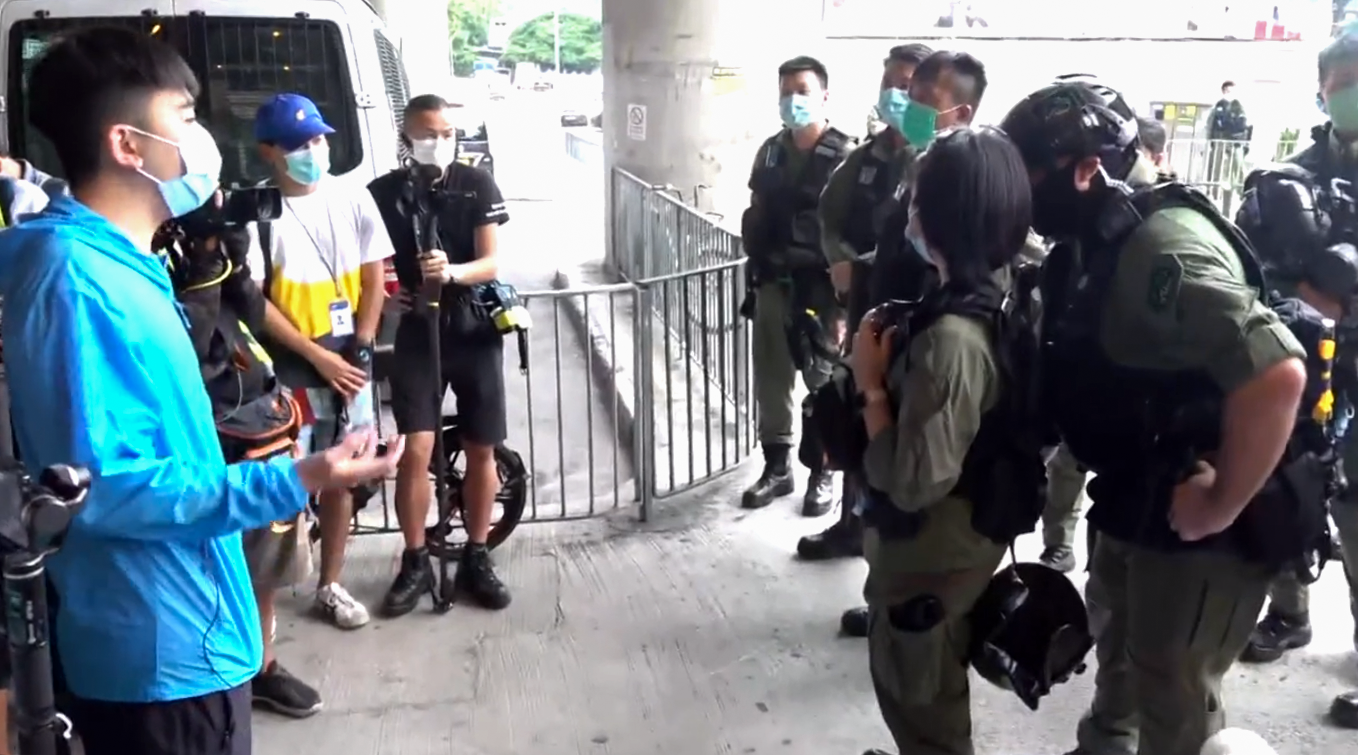
防暴警察阻止David進入南邊圍

下午1時許，網民發起西鐵元朗站舉行「和你LUNCH」行動。而車站近南邊圍的B出口，有30多名防暴警察戒備，期間只有「和你Lunch」常客David到場。其後警員突然拉起橙帶，並逐一檢查記者身份，引起在場記者不滿，網媒「熙熙直擊」記者被警方以違反限聚令而票控。而David表示想進入南邊圍，惟被防暴警察阻止，他其後步行前往元朗警署，要求向指揮官查詢禁止進入南邊圍的理由和投訴阻止他進入南邊圍的防暴警員。10分鐘後步出警署，指需要片段及人證，現場有一名記者表示願意作證。

### 警方舉紫旗包抄商場 至少11人被票控
晚上8時許，10多名市民在元朗YOHO MALL 形點商場集結，有人高叫「光復香港 時代革命」等口號。約5分鐘後，近100名防暴警突然衝入商場，並舉起違反《港區國安法》的紫旗。警員循多路包抄讓市民無法離開，至少11人收到限聚令告票。有收到告票的市民表示只是自己一個人行街，認為十分無辜。另一個收到告票的小姐表示，她和男友在商場逛街期間突然被警員包圍，並將附近的人拉在一起。她批評警方執法不公，無理票控市民，表明不會繳交罰款。

## 23日

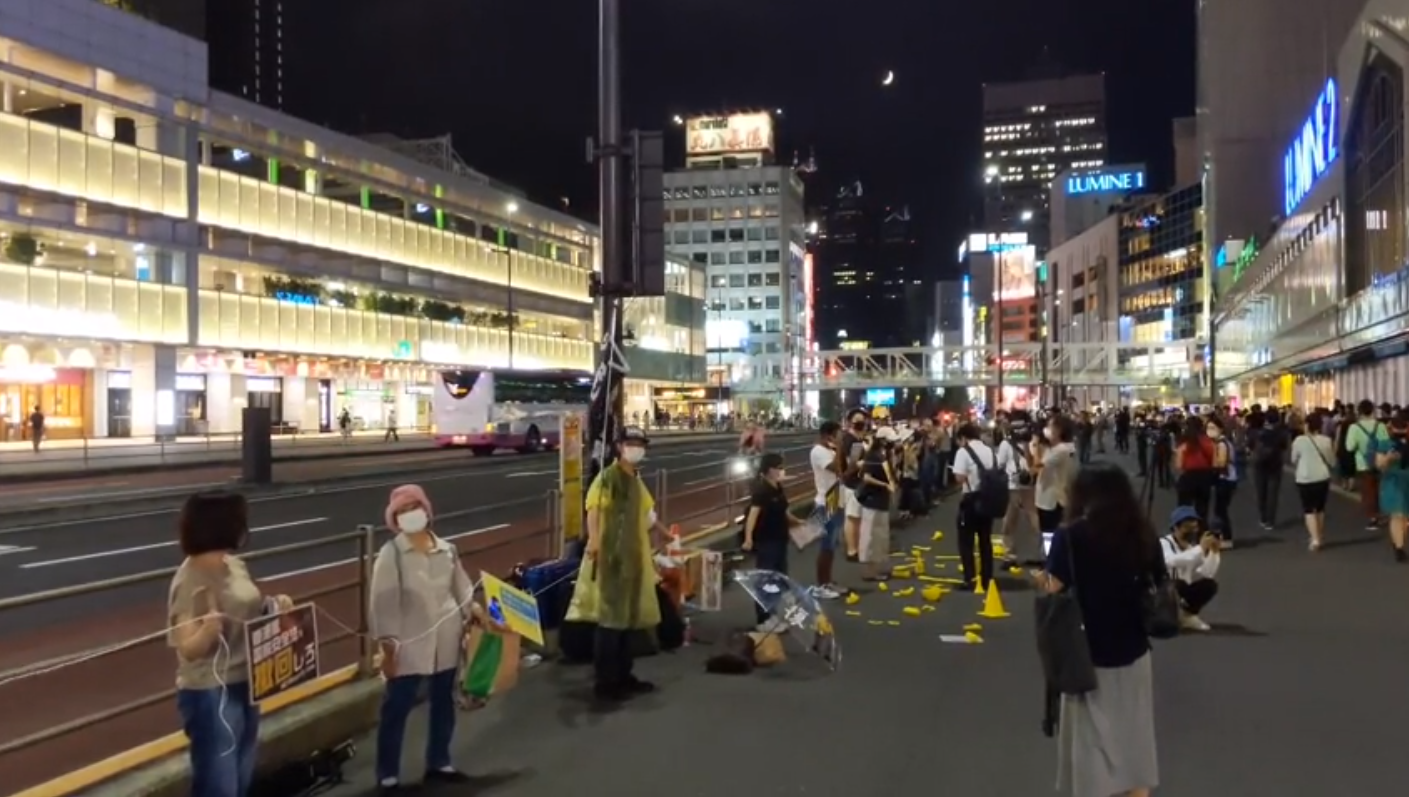
日本當地時間晚上7時，組織「Stand with HK@JPN」於東京新宿站外舉行手牽手人鏈活動，有約50名香港人及日本人參與

### 網民發起尖沙咀靜默遊行 警截查多人
下午1時，有網民發起「勿忘初心大遊行」遊行，希望以「靜默喧嘩」方式由尖沙嘴彌敦道步行至長沙灣政府合署。大批持防暴槍的機動部隊軍裝警員在尖沙咀多處布防，並截查多名在場人士。有途經市民指罵警員。一名男子截查後一度帶入尖沙咀警署，引起在場人士不滿，最後步出警署。而旺角警署近太子站外，有2男1女高舉《蘋果日報》報紙後，被警方以違反限聚令被票控。

### 東京新宿站築人鏈
日本當地時間晚上7時，組織「Stand with HK@JPN」於東京新宿站外舉行手牽手人鏈活動，有約50名香港人及日本人參與。期間高呼「fight for freedom, stand with hong kong」、「free Agnes」、「free Jimmy Lai」等口號，也有人揮動「光復香港，時代革命」旗幟和播放日文版本的《願榮光歸香港》。
有人在現場透過擴音器播放日文版本的《願榮光歸香港》，並沿路向參與人鏈的人士鞠躬致意，不少參與者亦鞠躬、點頭回應。
其中一名有份籌辦今次活動、化名「自由萬歲」的工作人員接受《立場新聞》訪問時表示，希望可以在香港以外的地方，呼籲大家關注香港國安法。她坦言舉辦今次活動已可能違反國安法，但不會想太多，「希望有幾前就去幾前」。
一名參與活動的日本人手持雨傘，上面寫有「光復香港，時代革命」等字眼。他表示，希望可以透過參與行動支持香港，又指對香港國安法感到憂慮，雖然一人力量微弱，但仍然希望發聲。他又希望周庭能夠好好生存，亦歡迎她流亡到日本。

## 24日

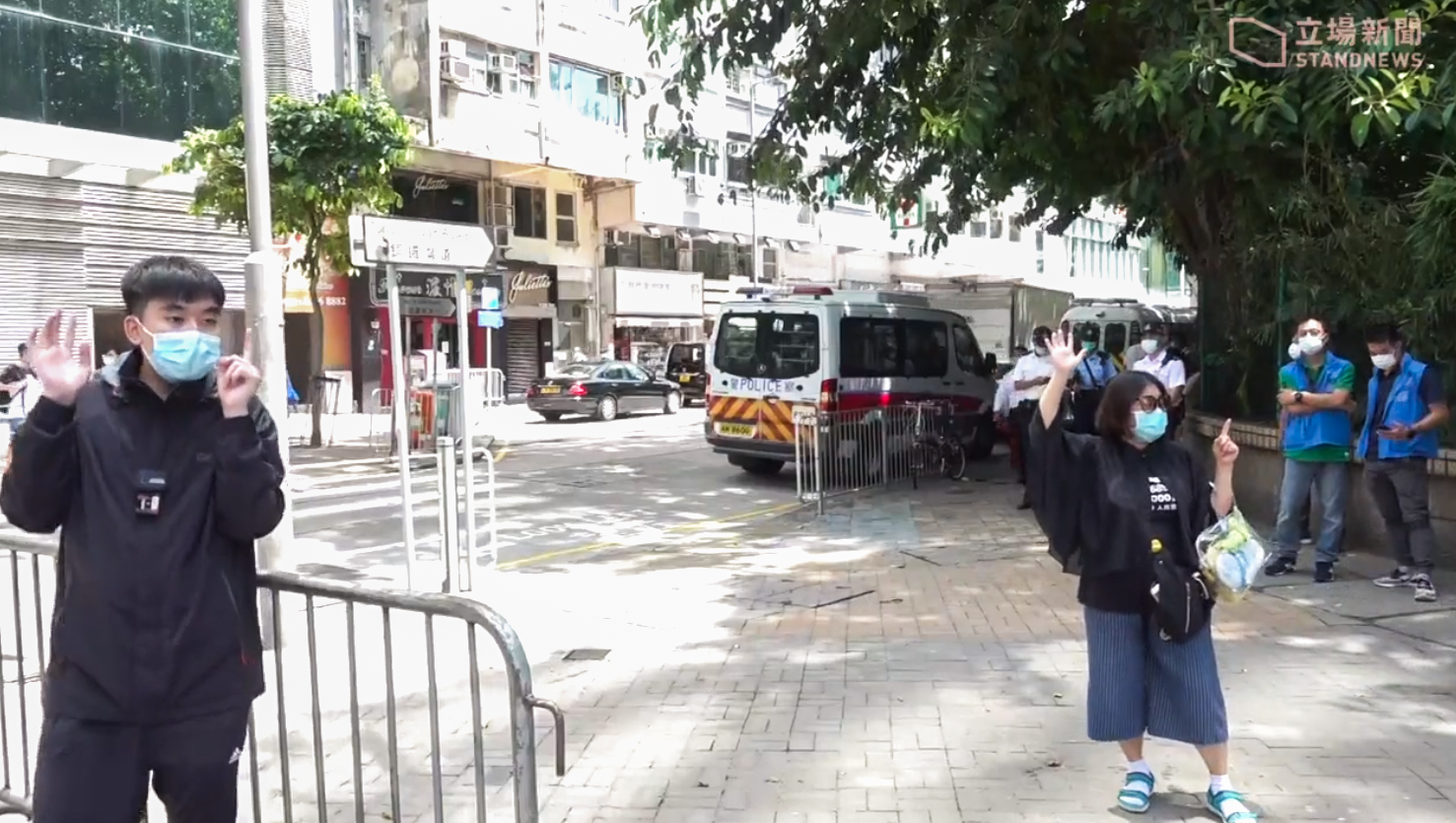
「和你Lunch」常客David和一名婦女在中央人民政府駐香港特別行政區維護國家安全公署外的50米範圍舉行「和你Lunch」

### 陳彥霖死因研訊展開
死因庭就陳彥霖進行首日死因研訊，傳召精神科醫生及社工等證人作供。有份作供的陳彥霖母親及外公離開法院時遭到滋擾和粗口辱罵，最後數名警員護送才能登上車輛離開。死因裁判官高偉雄聽取研訊主任的陳辭後，批准家屬以特別通道出入法庭。

### 國安公署和你lunch
下午，「和你Lunch」常客David和一名婦女在中央人民政府駐香港特別行政區維護國家安全公署外的50米範圍舉行「和你Lunch」，警方在銅鑼灣道加強戒備。
今日（11日）有市民再次呼籲走出來抗爭。一位名叫David的男孩子從未間斷地「反抗」，今日僅他一人來到灣仔警察總部，面對警察無畏無懼「和你Lunch」，而在他旁邊的記者和警員不下20位之多。David手拿著白紙巾代表「光復香港，時代革命」，並不斷用口號高呼「五大訴求，缺一不可」，同時用數字高唱《願榮光歸香港》。
David走到警員的面前，質問「警務處處長鄧炳強可否出來一聊？」
David表示，今日前來要求「鄧炳強先生及國安公署署長鄭雁雄先生儘快釋放昨日被捕的人士」。他認為，警方的濫暴是在打壓抗爭者，因此「今日來到警察總部表達訴求。」
有網友在觀看直播時表示，這位年輕人勇氣可嘉，「Lunch哥，有你香港無得輸！」也有網友說：「Lunch哥，辛苦你了！你比許許多多無良無知無血無淚的高吏官活得更有尊嚴，更有意義！謝謝你！」

## 25日

### 2人涉庭外滋擾陳彥霖家屬被捕

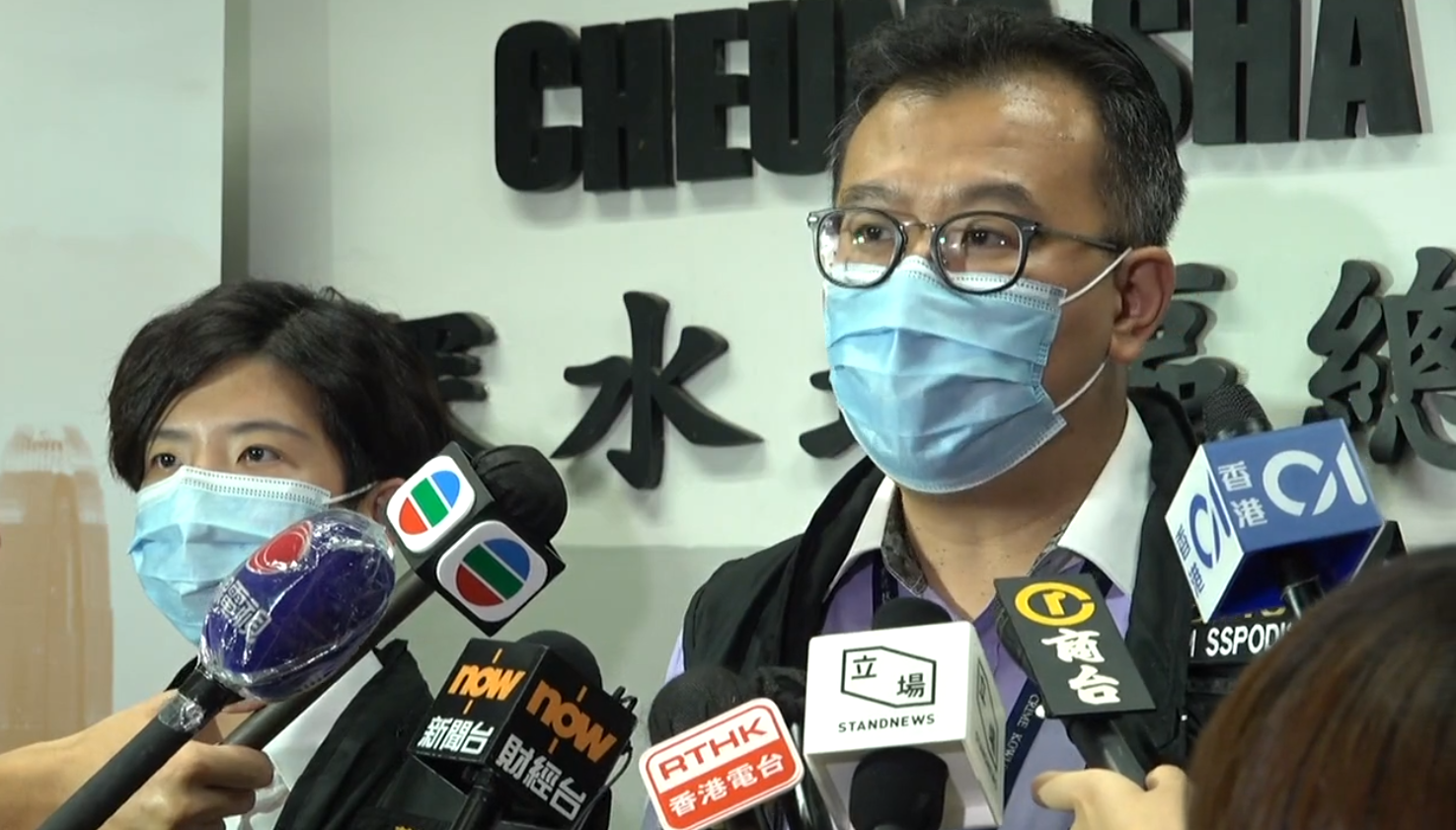
深水埗警區刑事總督察張樂泉表示下午在西九龍裁判法院外拘捕一名 17 歲男子及一名 65 歲女子，涉嫌擾亂公眾秩序

晚上，警方以涉嫌擾亂公眾秩序罪名，拘捕一名17歲男子及一名65歲女子，包括經常出現在「和你lunch」現場、有「Lunch 哥」之稱的學生David。深水埗警區刑事總督察張樂泉指兩人和其餘7名被通緝的人士，下午約5時，在西九龍裁判法院向剛完成死因研訊作供的死者親屬，做粗口手勢，以粗口辱罵和包圍親屬，並阻止離開。張樂泉重申騷擾證人是嚴重罪行，有關行為卑劣和涼薄。

## 26日

### 警方就去年721元朗襲擊事件和光復屯門公園示威拘捕議員

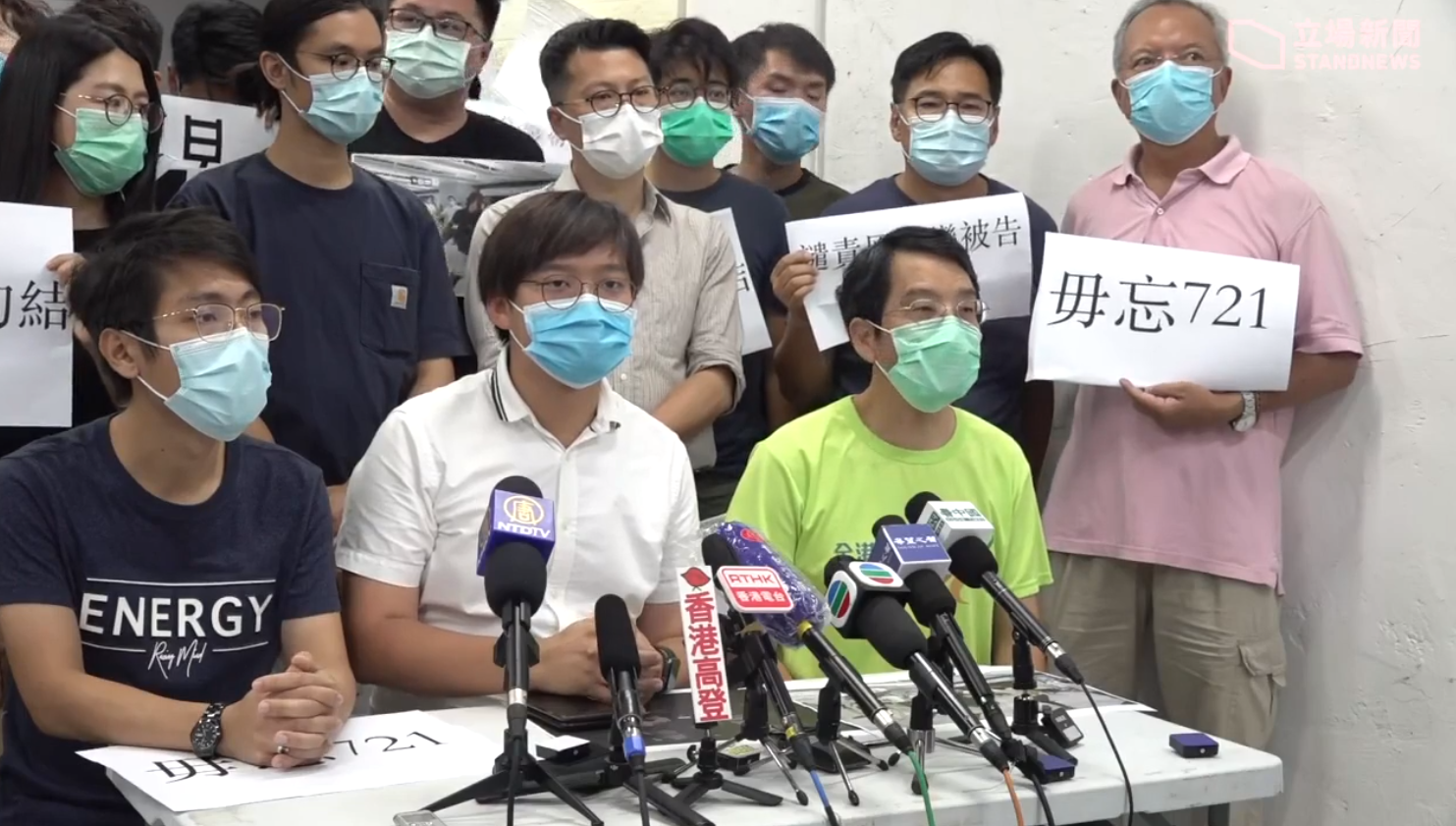
元朗民主派區議員見記者，斥警方將7.21襲擊事件引領去政府同警方的劇本

早上，警方以涉嫌參與暴動罪拘捕協助市民的民主黨立法會議員林卓廷等16人，並舉行記者會。
新界北總區刑事總部高級警司陳天柱形容恐襲事件為兩派人士的衝突，更指「白衣人無差別襲擊市民」是不正當描述，他指責當日現場傳媒和社會充斥片面、扭曲、誤導、虛假信息、不中立和選擇性報道，並非事件的全部，又反指大批黑衣人在港島西上環示威搗亂。多名民主派人士批評警方的說法是顛倒是非及竄改歷史，警方將放縱黑社會打人的事實「塗脂抹粉」並企圖「漂白721」。
當日在元朗現場進行直播的前立場新聞記者何桂藍表示，直播長達1小時，也可以在網上看到，她在車站內拍攝到白衣人、黑衣人和市民，但沒有拍攝到並不在場的警察，稱「當日的事是暴動還是無差別的恐襲，這是公論，希望警方不要污衊看到真相的人被誤導」。
而當日被拍攝到與白衣人握手的立法會議員何君堯表示，歡迎警方的拘捕行動，形容正義遲來但不會缺席。
另外，警方亦拘捕民主黨立法會議員許智峯，涉嫌於2019年7月6日光復屯門公園示威強迫一名男子交出手機及刪除片段，涉「企圖妨礙司法公正」、「不誠實取用電腦」、「刑事毀壞」及「非法集結」等4宗罪。

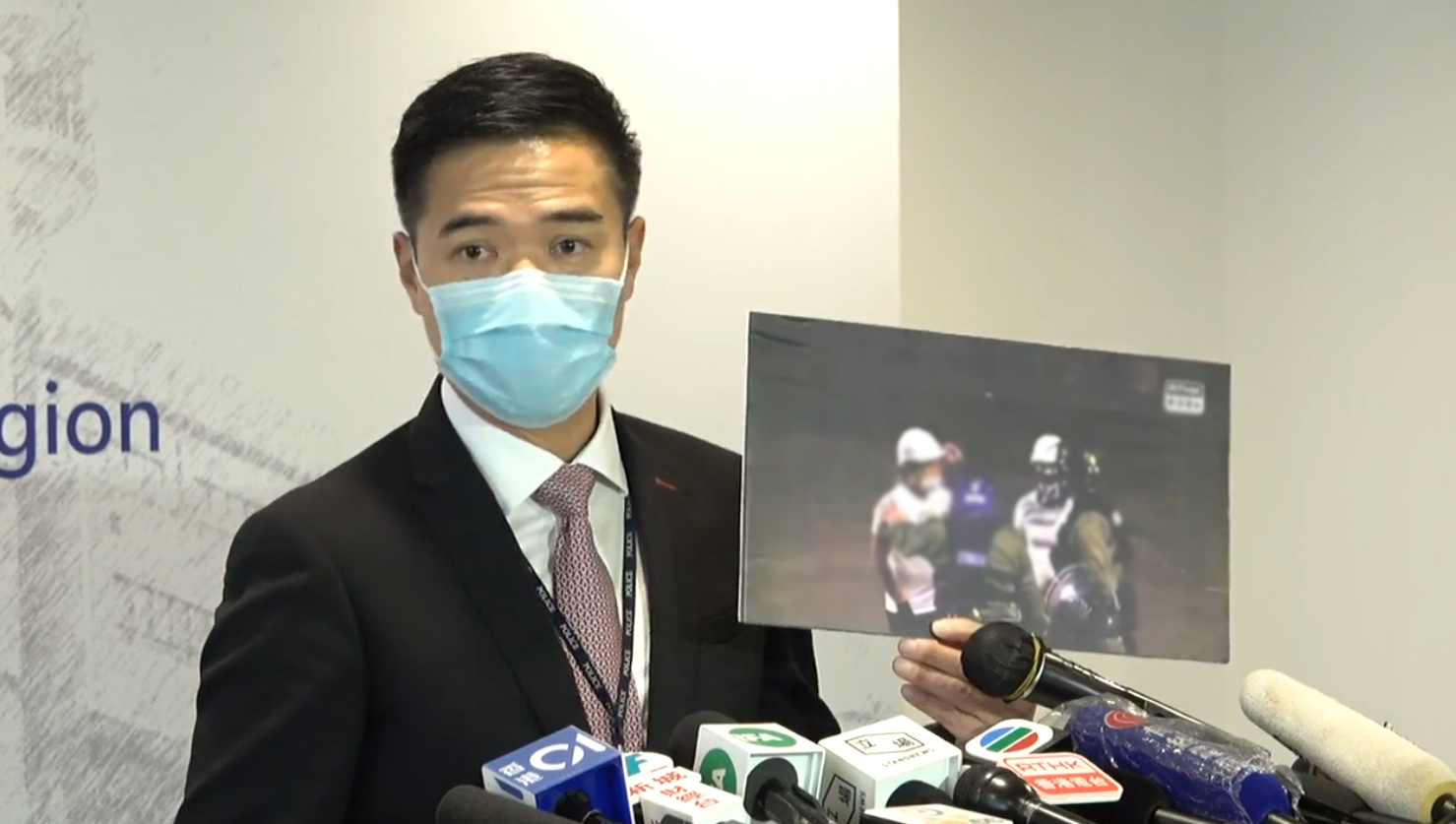
新界北總區刑事總部高級警司陳天柱見記者交代案情，形容恐襲事件為兩派人士的衝突
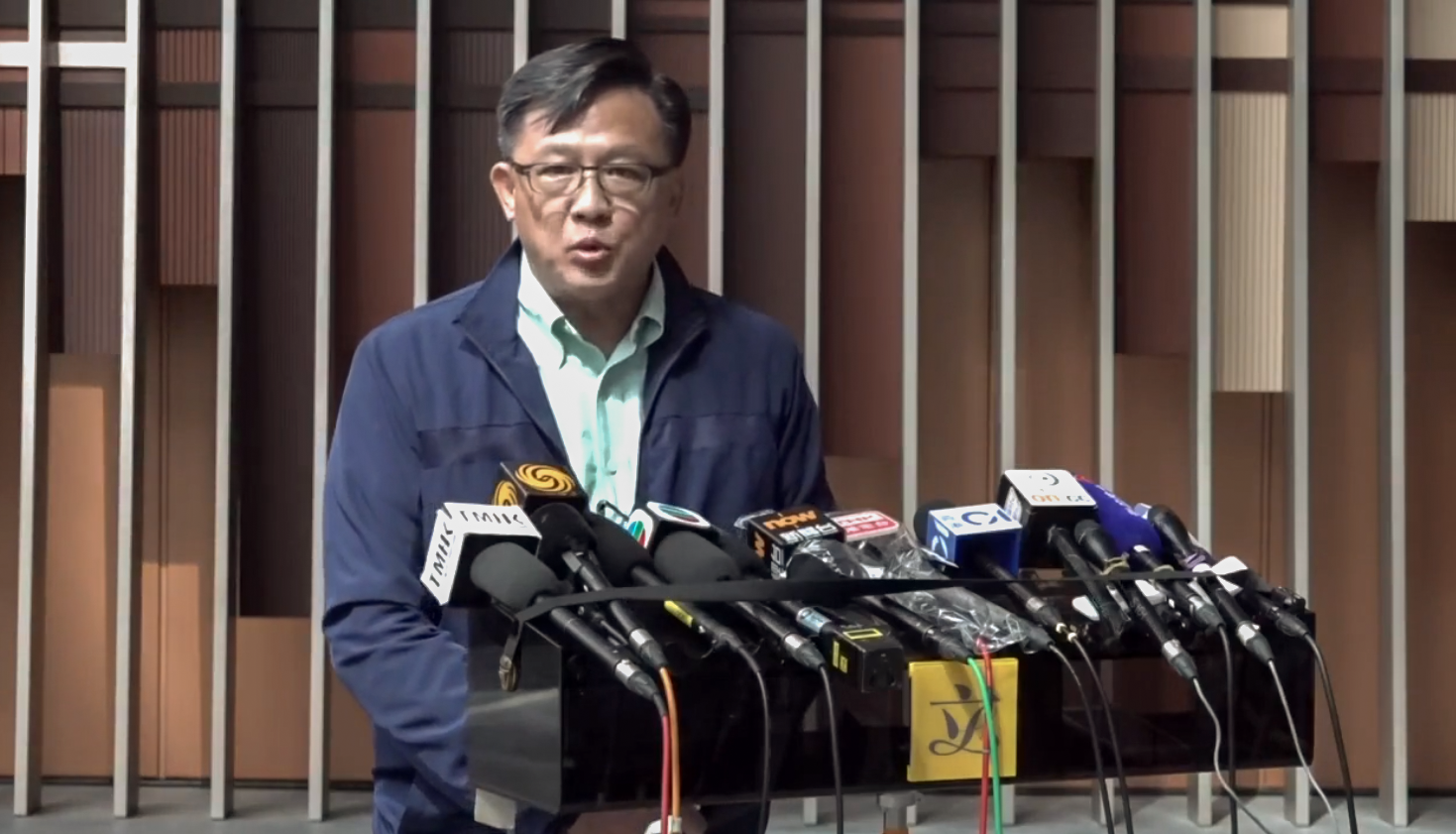
立法會議員何君堯歡迎警方的拘捕行動，形容正義遲來但不會缺席。
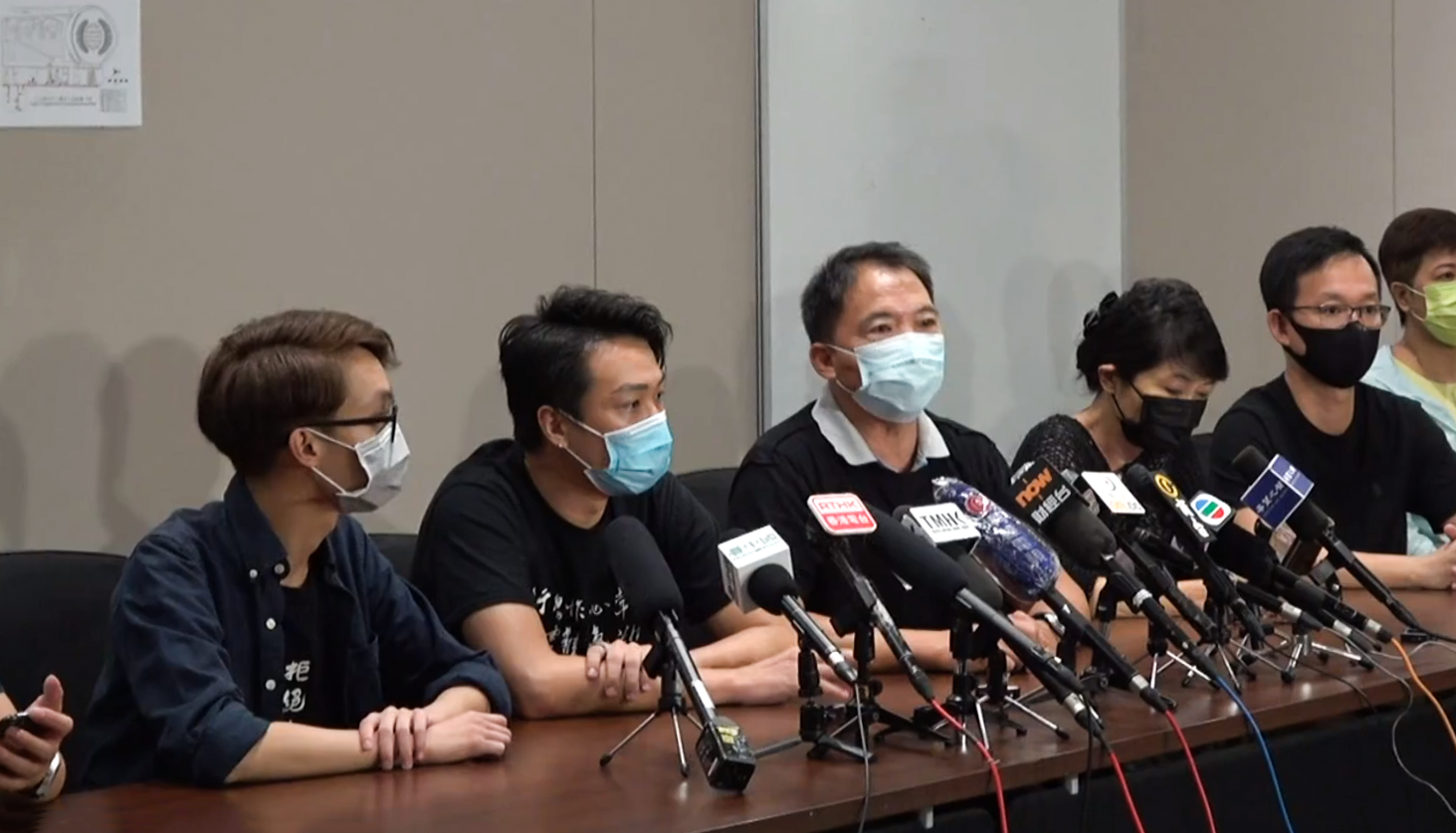
民主派和民陣舉行記者會回應事件，認為是政府希望把7．21事件「漂白」
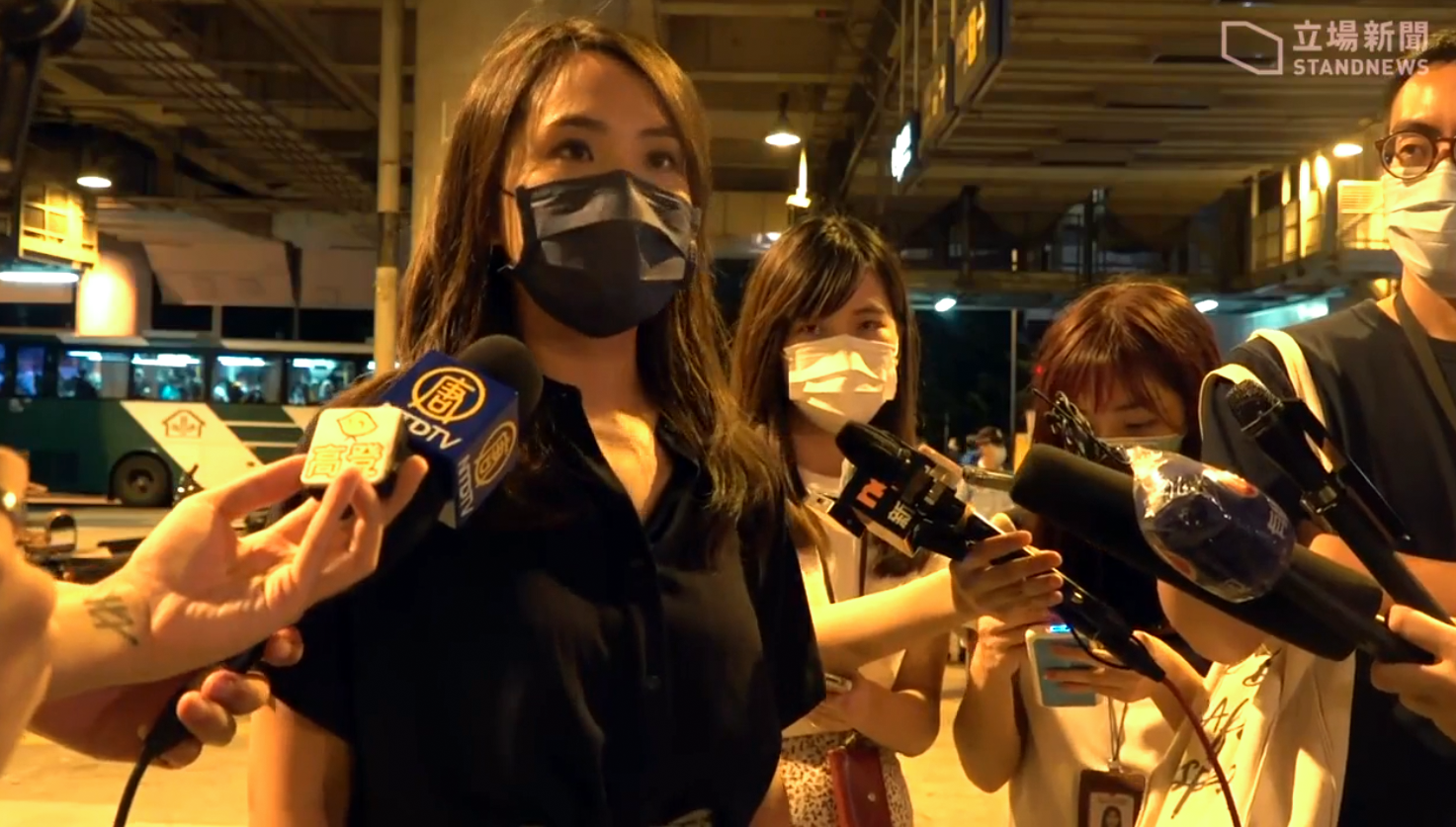
前《立場新聞》記者何桂藍在元朗站見記者
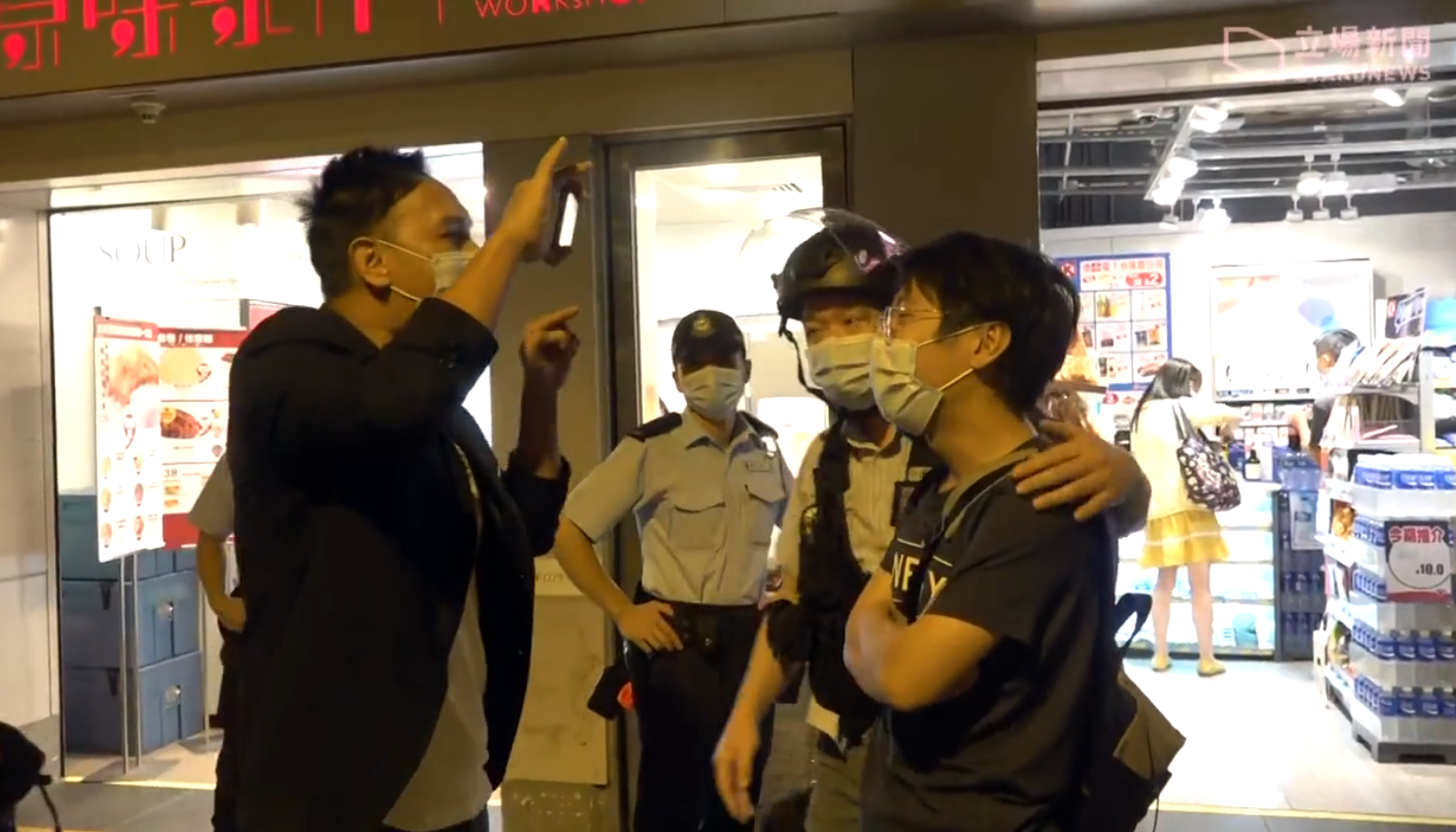
傍晚，「大波Man」石房有在元朗站地面指罵天水連線元朗區議會嘉湖北議員伍健偉

## 27日

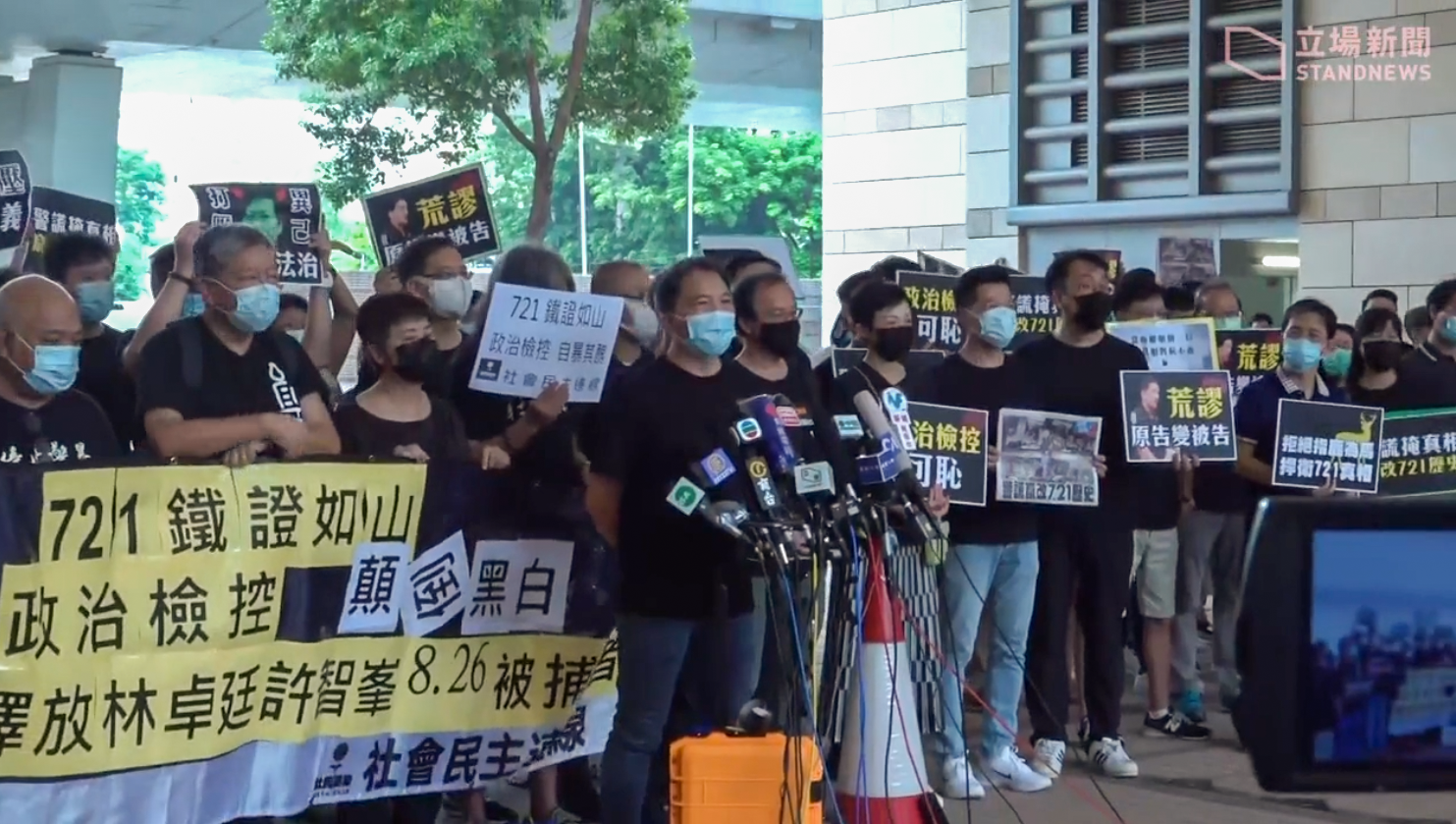
8月27日，林卓廷和許智峯在西九龍裁判法院提堂，大批民主派人士聲援

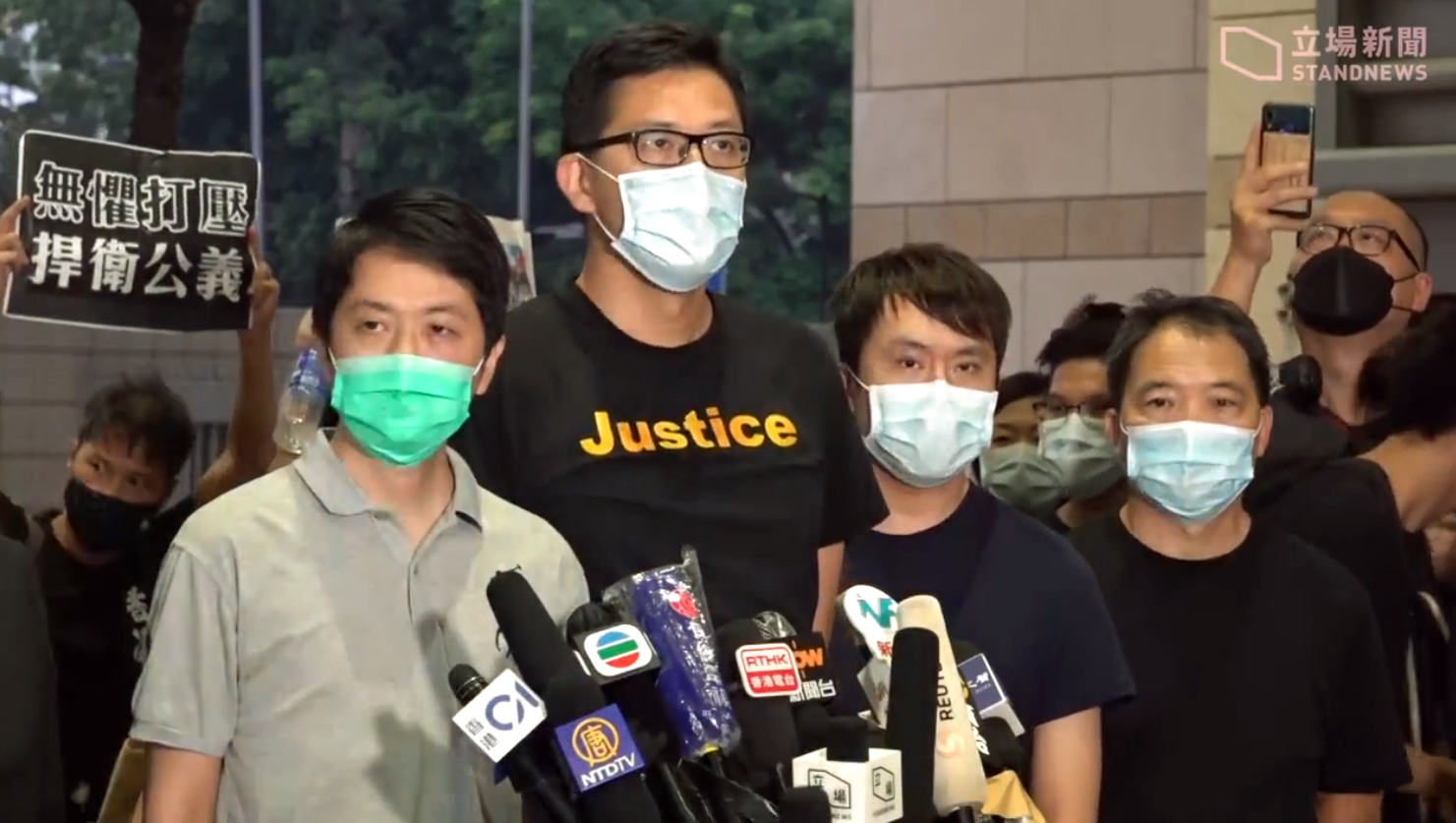
傍晚許智峯和林卓廷獲准保釋，在法院外見記者

### 許智峯和林卓廷等人提堂
許智峯和林卓廷等8人被警方落案檢控，2020年8月27日於西九龍裁判法院提堂，案件分兩案提堂處理。大批市民和多名民主派人士穿上黑衣到場聲援，高呼警方「顛倒黑白」的口號。外圍有過百名便衣及軍裝警員戒備。
林卓廷、許智峯被控在2019年7月6日光復屯門公園示威中，意圖「妨礙司法公正」，許智峯另外被加控一項「不誠實取用電腦罪」和一項「刑事毀壞罪」，另外兩名被告分別被控意圖「妨礙司法公正」、「不誠實取用電腦」、「刑事毀壞」及「非法集結」等罪名。
控方要求押後案件，以處理轉介案件至區域法院的文件，獲裁判官批准押後至11月6日再訊。全部被告獲准以現金保釋，部分人要有人事擔保，期間不准離開香港，要交出旅遊證件，並要到警署報到。
而7月21日元朗襲擊事件中，林卓廷及另外6人被控以「暴動罪」。控方指當時林卓廷指示黑衣人「大家千祈唔好褪，頂住佢（白衣人）」，並呼籲月台上市民「企落嚟幫手頂住佢」等行為，加上語帶侮辱地挑釁白衣人，因而構成暴動。同時指出林卓廷不理會警方的勸告，堅持走入元朗。全部被告表示明白控罪，獲准以3000至1萬現金及人事擔保保釋，不准離開香港，要交出旅遊證件，並要到警署報到。控方表示因為案件仍有20人在逃，要求押後案件以待警方進一步調查。法官押後至10月12日再訊。林卓廷批評今次檢控是林鄭政權失去人類基本良知，是政治迫害，醜陋邪惡；許智峯形容今次檢控是「莫須有罪」，強調保護市民是其天職。

### 滋擾陳彥霖家屬被告提堂

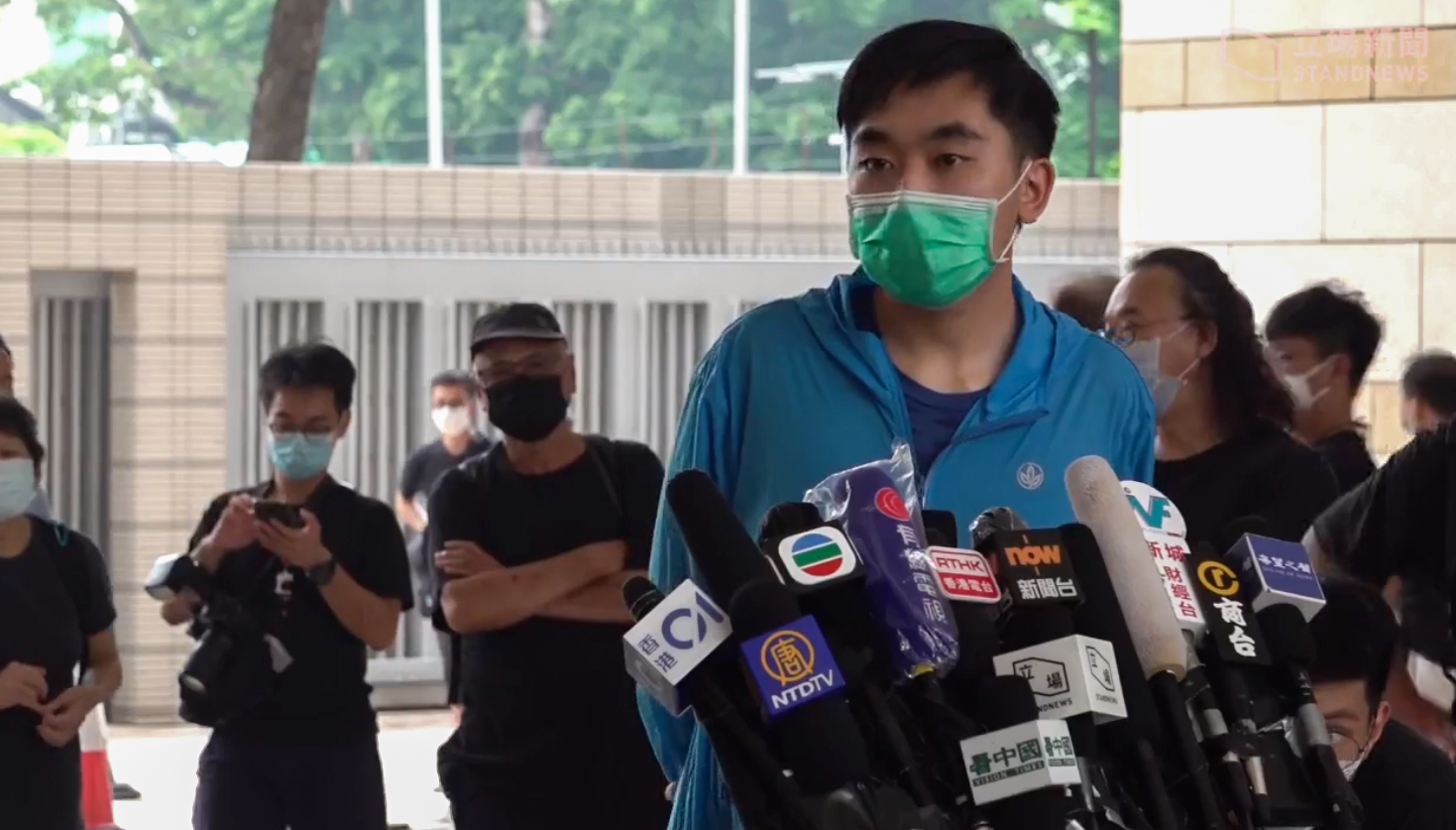
首被告「Lunch 哥」David獲准保釋後見記者

被指滋擾陳彥霖家屬被警方拘捕的1男1女，於西九龍裁判法院提堂。首被告「Lunch 哥」David稱呼吸困難和頭痛，一度在明愛醫院留醫未能應訊，裁判官押後至9月1日或他出院時到庭應訊，期間交由警方看管。次被告准以2000元保釋外出，不可接觸陳彥霖死因研訊的所有證人，並交出所有旅遊證件等，案件押後至10月8日再訊。他離開在西九龍法院大樓時舉起「五一」手勢。

### 中國海警截獲反修例人士的非法偷渡船隻 赴台失敗被送中
中國海警微博在8月26日發公告，指廣東支部於粵港東南面的中國管轄海域（21°54'00N，114°53'00E）內，查獲一艘涉嫌非法越境的快艇，拘捕12名涉嫌非法越境和往台灣高雄的人，全部是參與反修例示威人士，包括早前被香港警方以違反國安法拘捕，屬團體「香港故事」成員李宇軒，以及屠龍隊成員。《文匯報》指涉事快艇於8月23日晚上由西貢區布袋澳出發，不過駛至香港水域果洲群島附近被廣東海警追截，最終被捕。報道更列出被捕的12人名單。而警務處處長鄧炳強下午在水警總部見記者時表示未收到任何通知。

### 鄧炳強稱「無意改寫歷史」

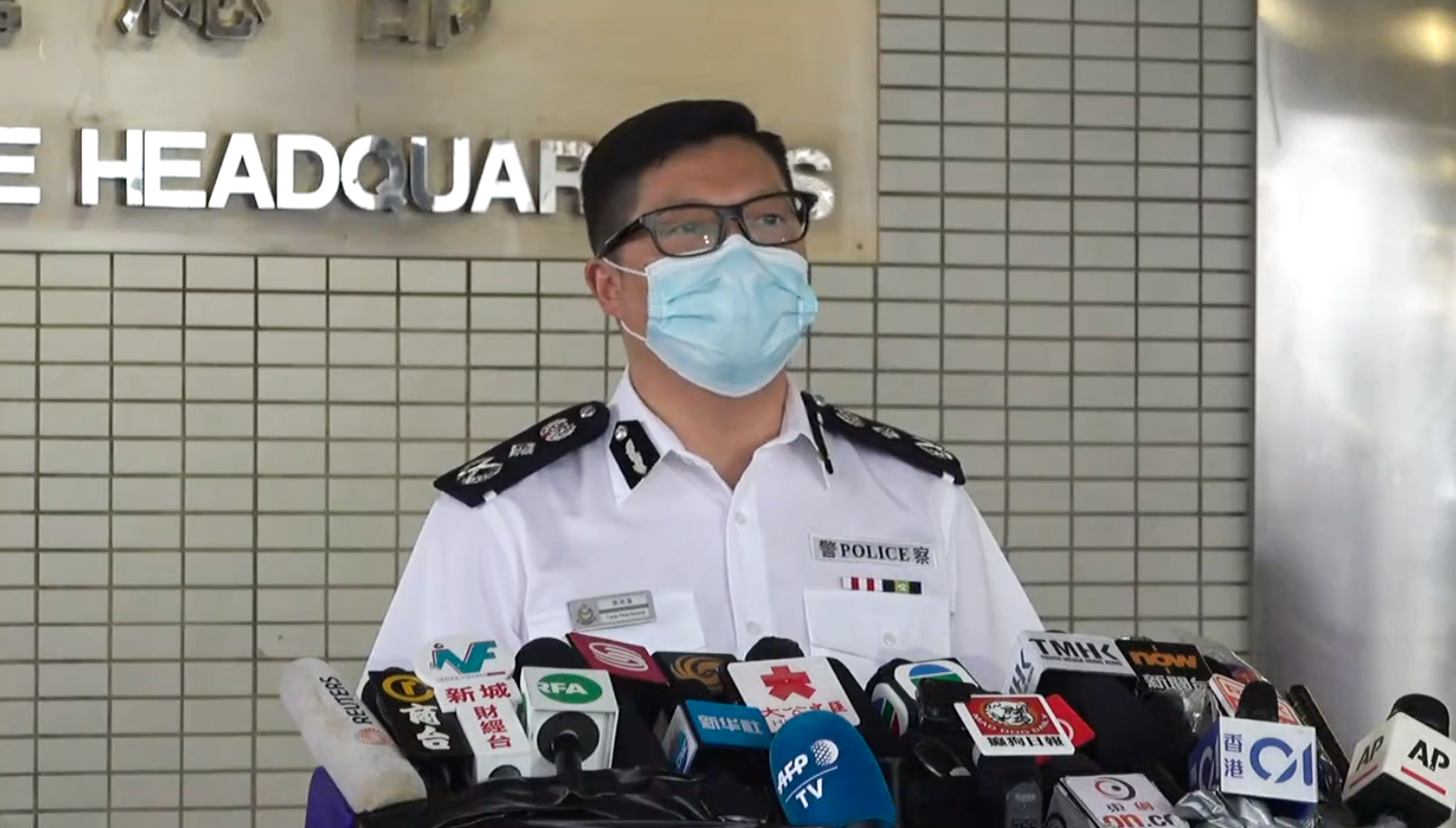
警務處處長鄧炳強水警總部見傳媒，原本主要慰問及感謝水警人員協助一宗漁船起火的拯救行動。但最後回應新界北總區刑事總部主管陳天柱就721元朗襲擊事件的言論

警務處處長鄧炳強下午在水警總部見記者時，承認721元朗襲擊事件當日，警方接報至快速應變部隊到場要30多分鐘的情況不理想，認為警員「任何評論是不必要」，強調「無意改寫歷史，歷史自有公論」。

## 28日

### 12名偷渡客被内地警方采取刑事強制措施
香港警方接內地警方通报，被中國海警拘捕的12名偷渡客已采取刑事強制措施，案件已交由深圳市公安局辦理，消息人士透露12人現於深圳鹽田看守所。香港保安局表示，會了解他們的情況，並會盡快通知其家人，特區政府會按其家人意願提供適切的協助。黃之鋒在其Facebook發文呼籲市民關注事件，指香港政府有責任保障港人獲人道待遇及會見律師等基本權利。

### SUCK Channel 管理員被控煽惑縱火刑毁
曾發起「和你塞」行動，成員達10萬人的Telegram頻道「SUCK Channel」，一名26歲的擁有人及管理員於8月26日被捕。警方控告他7項罪行，包括5項煽惑他人縱火、1項煽惑他人造成公眾妨擾罪，以及1項煽惑他人刑事毁壞，28日被押往九龍城裁判法院提堂。控方申請押後案件至同年11月20日，被告不得保釋還押。另外，警方在8月26日下午於屯門拘捕一名51歲男子，涉嫌去年6月透過運輸署網上系統「查車牌」起底，並將部分資料在「SUCK Channel」上發布，干犯「披露未經資料使用者同意而取得個人資料」罪，違反私隱條例。警方網絡安全及科技罪案調查科科技罪案組警司譚威信在簡報會上表示，自2019年8月起經調查後，已鎖定有關頻道，現在已關閉。其後他被裁定「串謀煽惑他人犯刑事損壞」、「串謀煽惑他人犯縱火」、「串謀煽惑他人犯公眾妨擾」、「串謀煽惑他人製造炸藥」、「串謀煽惑他人有意圖而導致身體受嚴重傷害」、「串謀煽惑他人犯暴動」、「串謀煽惑他人施用毒藥或其他殘害性物品或有害物品，為使他人身體受嚴重傷害」罪成。
到2022年5月19日，區域法院暫委法官許肇強指，案發期間香港正面對多場大規模暴力衝突，而有關的帖文加劇破壞社會安寧的風險。法官又指涉案頻道擁有逾10萬名訂閲人士，即使訊息並非由被告發佈，但認為他是擁有人及管理員下，可以剔除帖文。不過被告卻仍然任由訊息廣傳，認為罪責無可推卸。法官亦指被告的公眾妨擾罪情節嚴重程度比戴耀廷佔中案更高。最後判被告入獄6年6個月，為目前同類案件中最重判刑。

## 29日

### 上水追思牆襲擊事件
2020年8月29日晚上10時，十數名親中派人士正在拆除北區大會堂外悼念反送中運動離世人士的追思牆，有數名街坊上前質疑對方為何破壞追思牆，其後親中派人士向其施襲，導致至少4人受傷，2人需要留醫。而十數名親中派人士逃去。
北區區議會主席羅庭德於facebook上載一段事發影片，片中可見有兩名男子疑受傷坐在地上，另有兩名男子將一男推向牆，其後再拳打其頭及飛踢。曾參選區議員的社工呂智恆亦上載影片，一名年輕男子遭約8人包圍，其間一名戴鴨舌帽的中年男子以玻璃樽襲擊其頭，其後離開。
北區大會堂對開過去曾貼反修例文宣及追思祭壇，被稱為「追思牆」。據羅庭德了解，事發時一名白衣男子手持大鐵槌於上址清拆祭壇，一名女子於附近「把風」，有圍觀者着男子停止破壞，隨即被多人包圍及襲擊。其後，站在行人天橋的長髮男子及一名穿黑衣的金髮男子尾隨施襲者，反遭包圍及毆打，當中長髮男子頭部受傷，血流披面。羅庭德說，他到場時見地面留有行山杖及玻璃碎。據他了解，該傷者非居於北區，遇襲前剛從教會離開，由於傷勢嚴重，事後轉至威爾斯親王醫院縫針。
羅庭德其後收到一段行車記錄儀片段，顯示施襲男女晚上約10時已在附近聚集。他認為，涉案人在8．31太子站事件前到場「清壇」意圖明顯，「好似挑機，明顯想嚇你」。他斥施襲者行為猖狂，欺負手無寸鐵的市民。
2020年8月31日，警方拘捕三名男子，涉嫌與案件有關。大埔警區刑事調查隊第五隊主管李文瀚督察當日發表簡報，重申會查案到底。

## 30日

### 毋忘8.31行動

3時30分，近100名軍裝警員進入商場高層進行清場

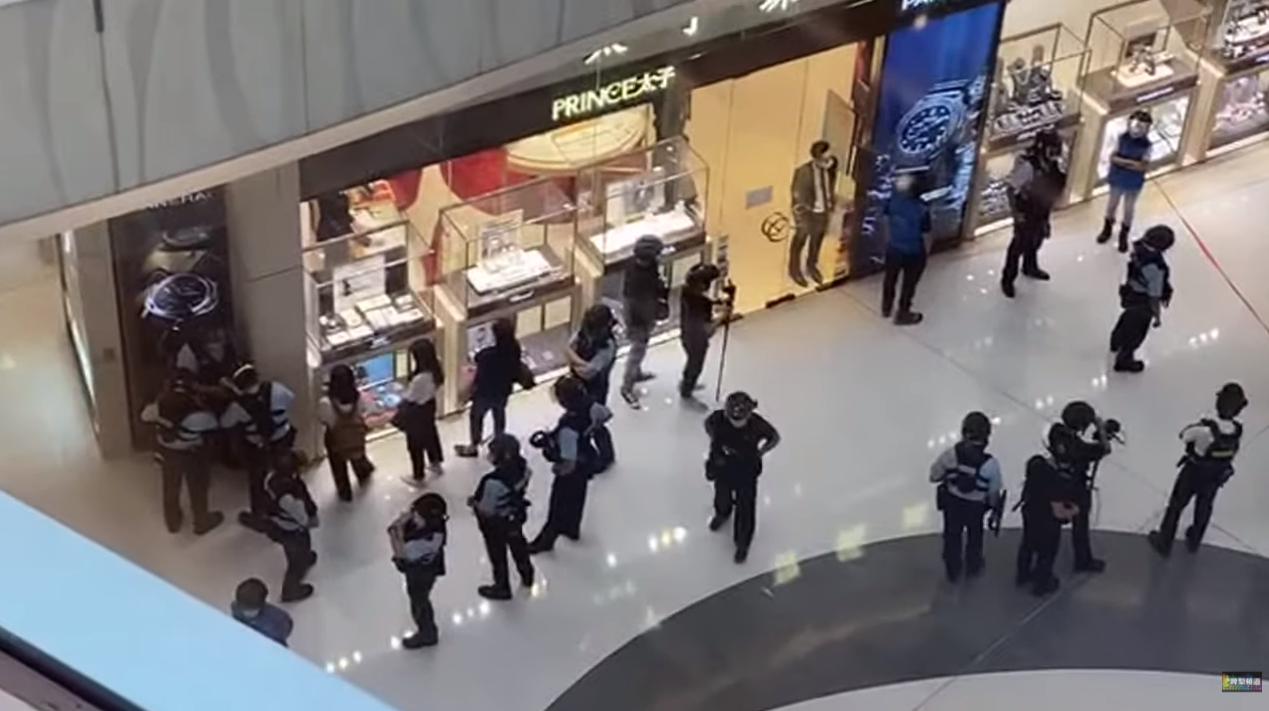
市民在MOKO新世紀廣場地下被警員票控

8月30日下午2時30分，網民發起在旺角MOKO新世紀廣場舉行毋忘8.31行動，到3時30分，接近100名軍裝警員衝入商場，在各層拉起封鎖線並截查多人，共票控11人。有身穿黑衣的母親提醒警員「你支槍唔好掂到我個仔」後，一名「白衫」警員向母子3人發告票稱違限聚令，母親表示攜有兒女出世紙，可以證明是一家人，但警員以「咁好準備（出世紙）呀，死曱甴！」譏諷母親。下午近5時起，有市民在朗豪坊高叫反修例口號。一名男子對參與人士感到不滿，一度沒有戴上口罩，其後由保安和便衣警員帶離商場。到傍晚6時，近100名軍裝警員由旺角綜合大樓天橋進入商場進行清場，共票控15人涉嫌違反限聚令。而當日合共有29人被警方發出限聚令告票。
另外，警方在旺角站拘捕兩名男子，涉嫌管有仿製火器及違禁武器。

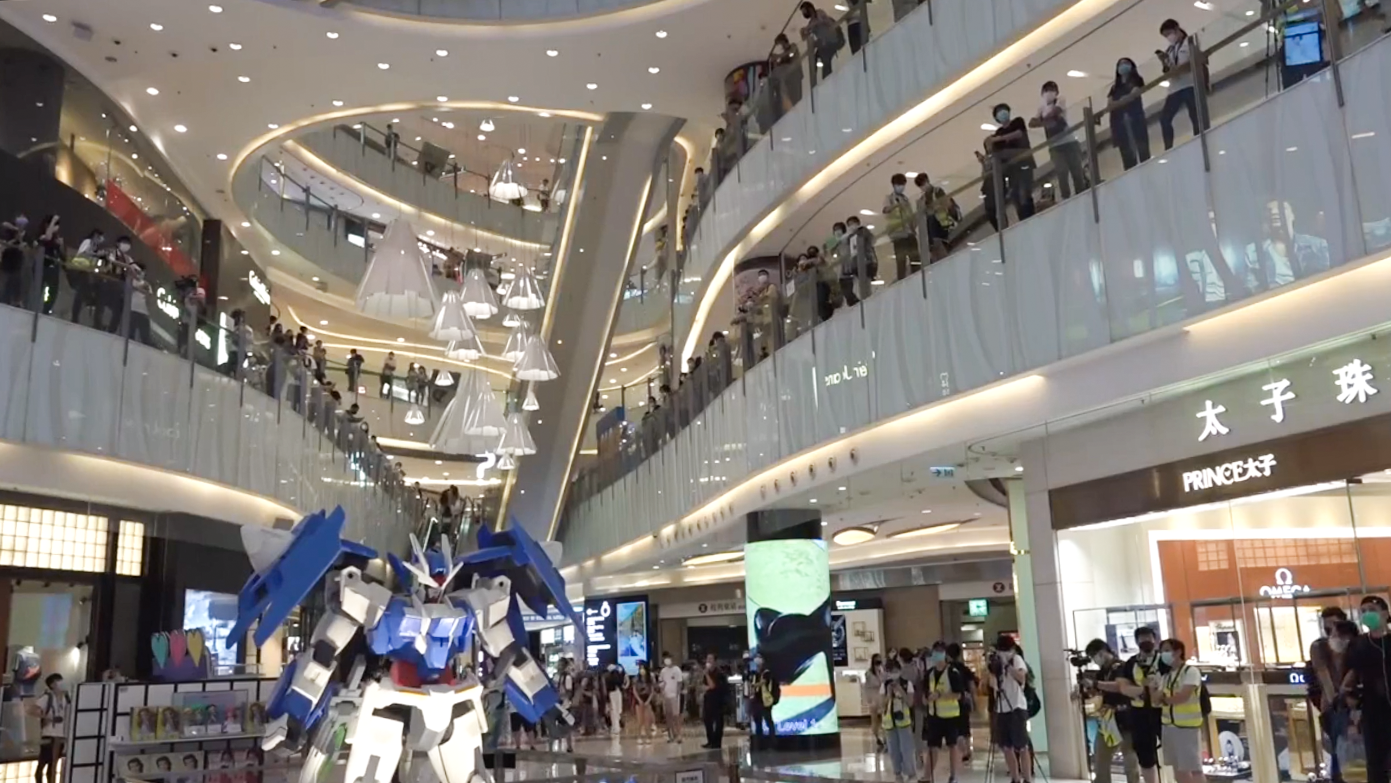
參與人士在MOKO新世紀廣場中庭逗留
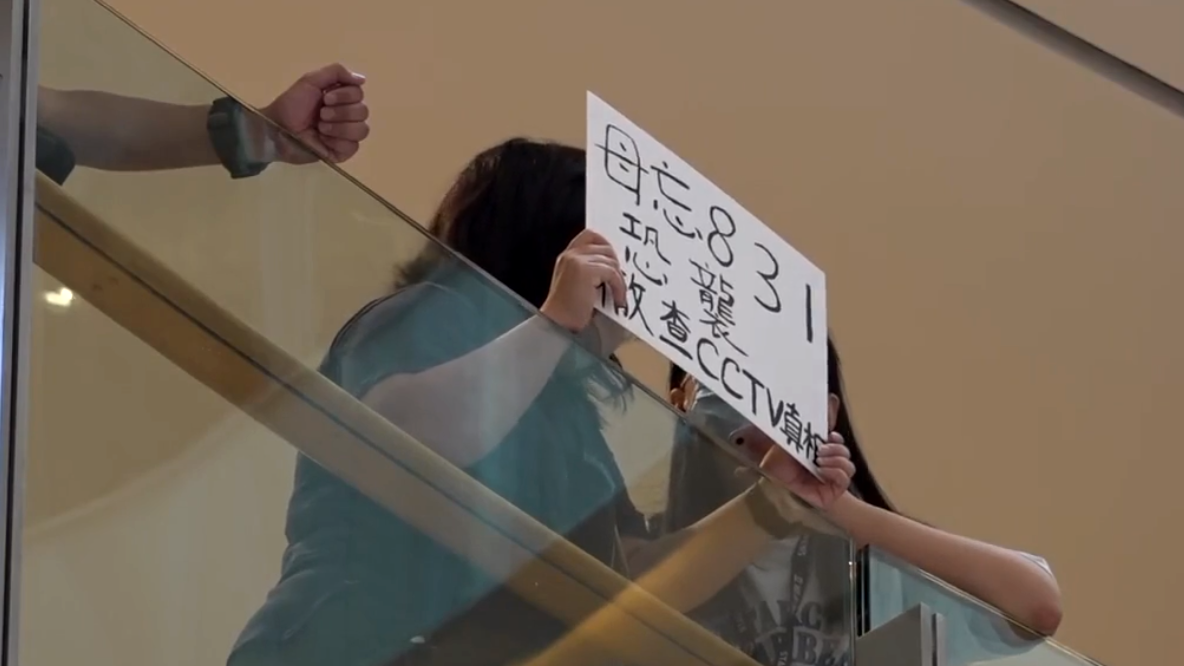
參與人士在MOKO新世紀廣場舉起「毋忘831 恐襲」
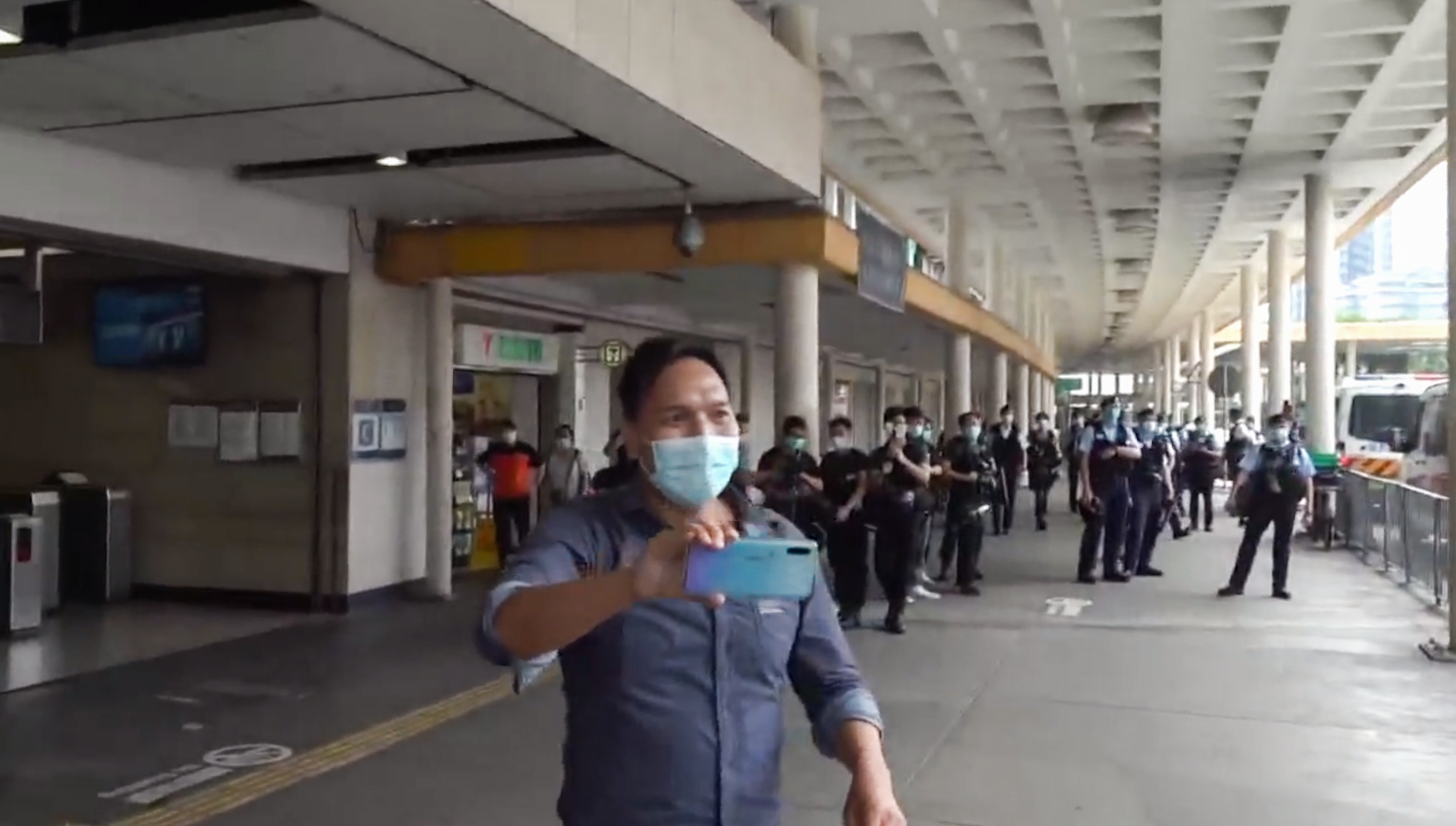
「大波Man」石房有一度到場
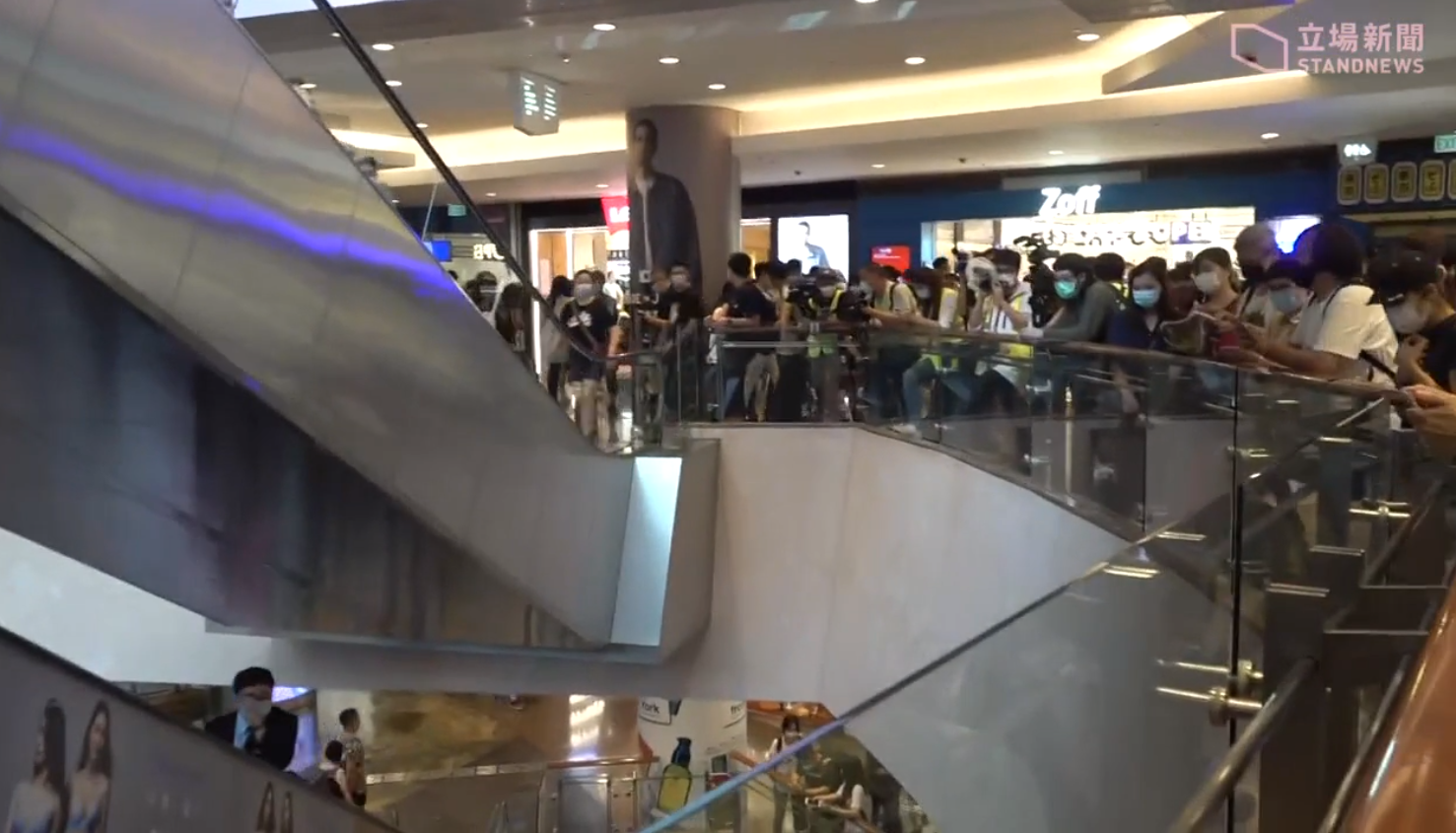
有市民在朗豪坊高叫反修例口號
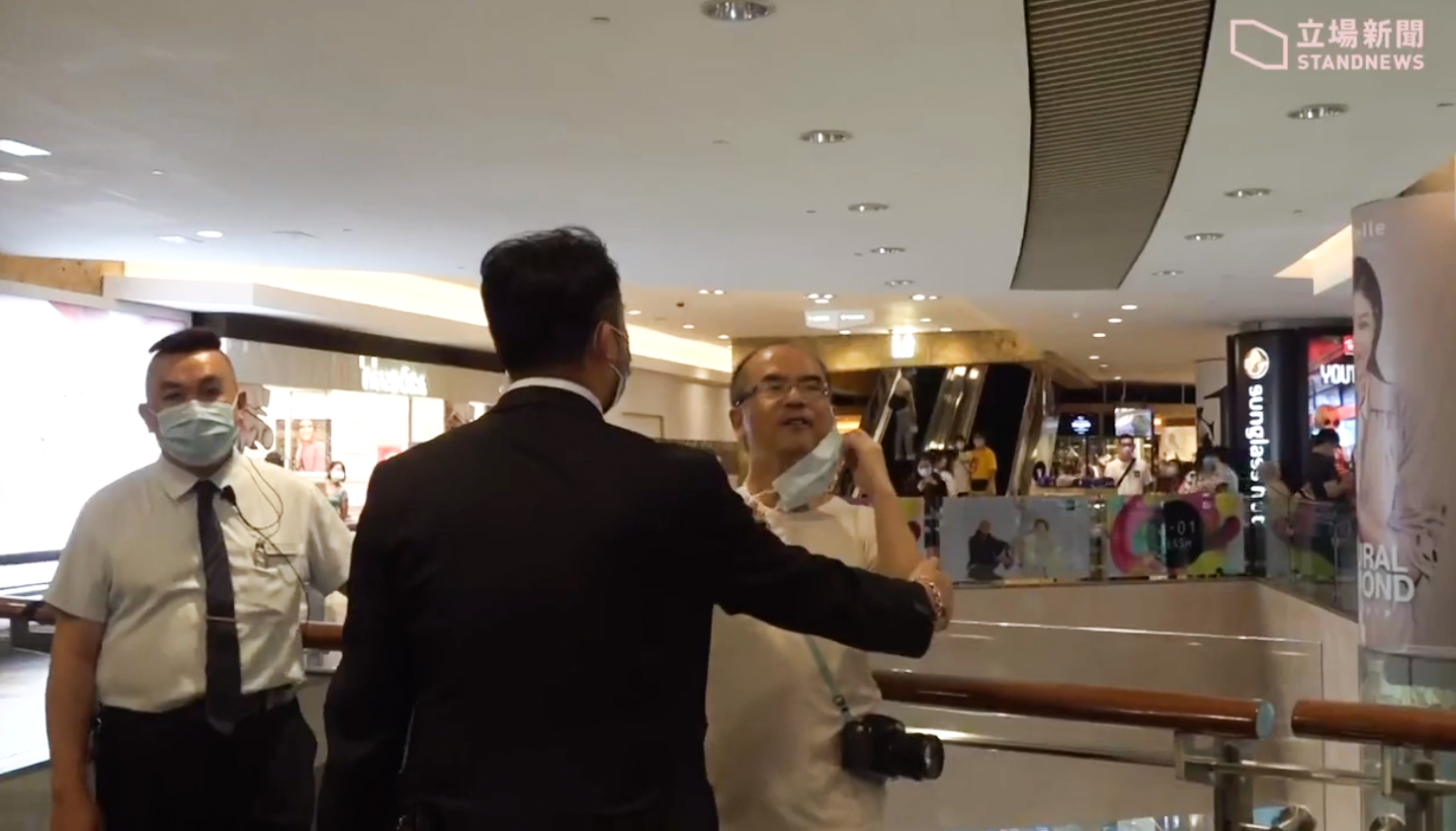
一名男子對參與人士感到不滿，一度沒有戴上口罩，其後由保安和便衣警員帶離商場
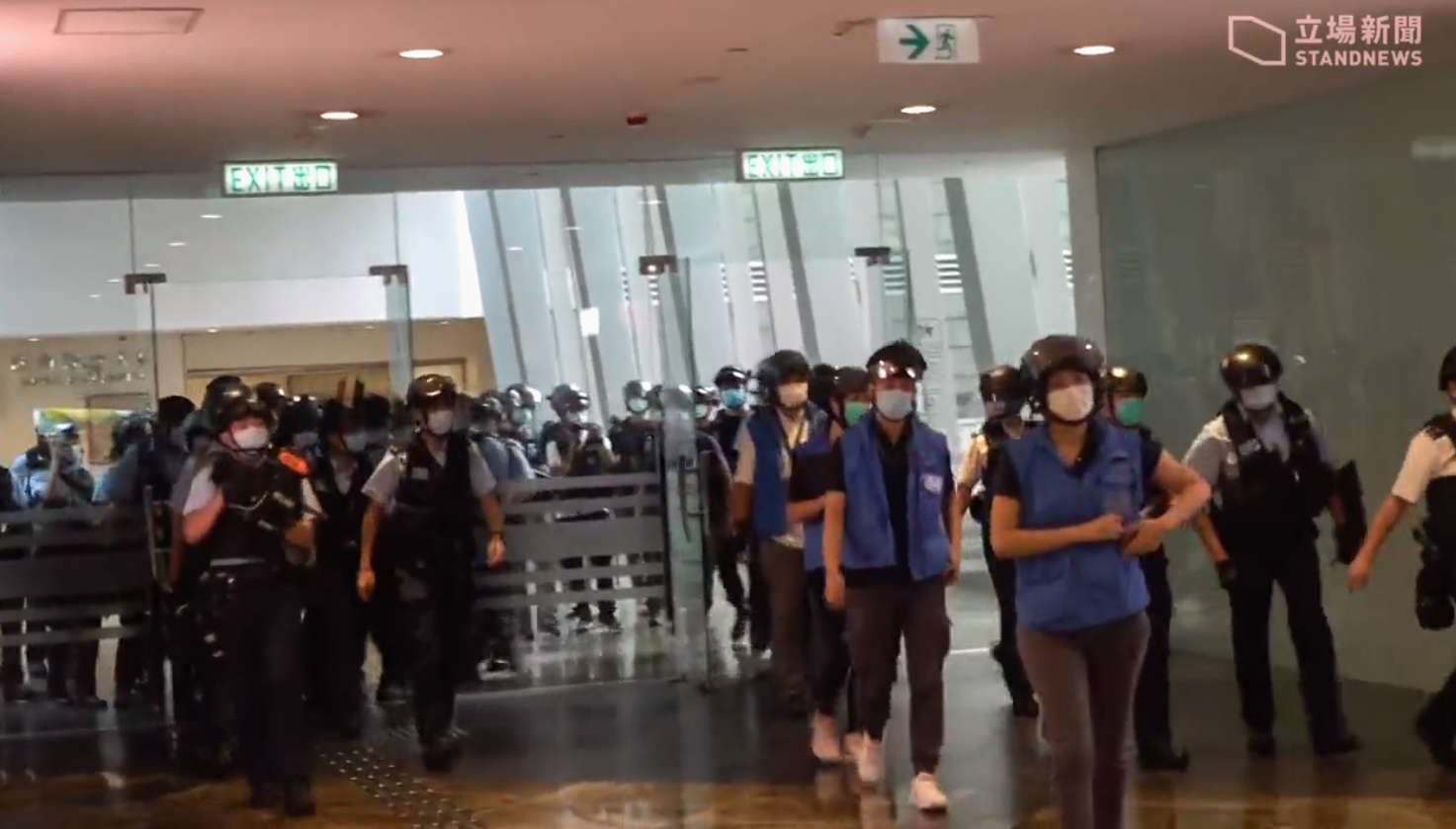
傍晚6時，近100名軍裝警員由旺角綜合大樓天橋進入商場進行清場
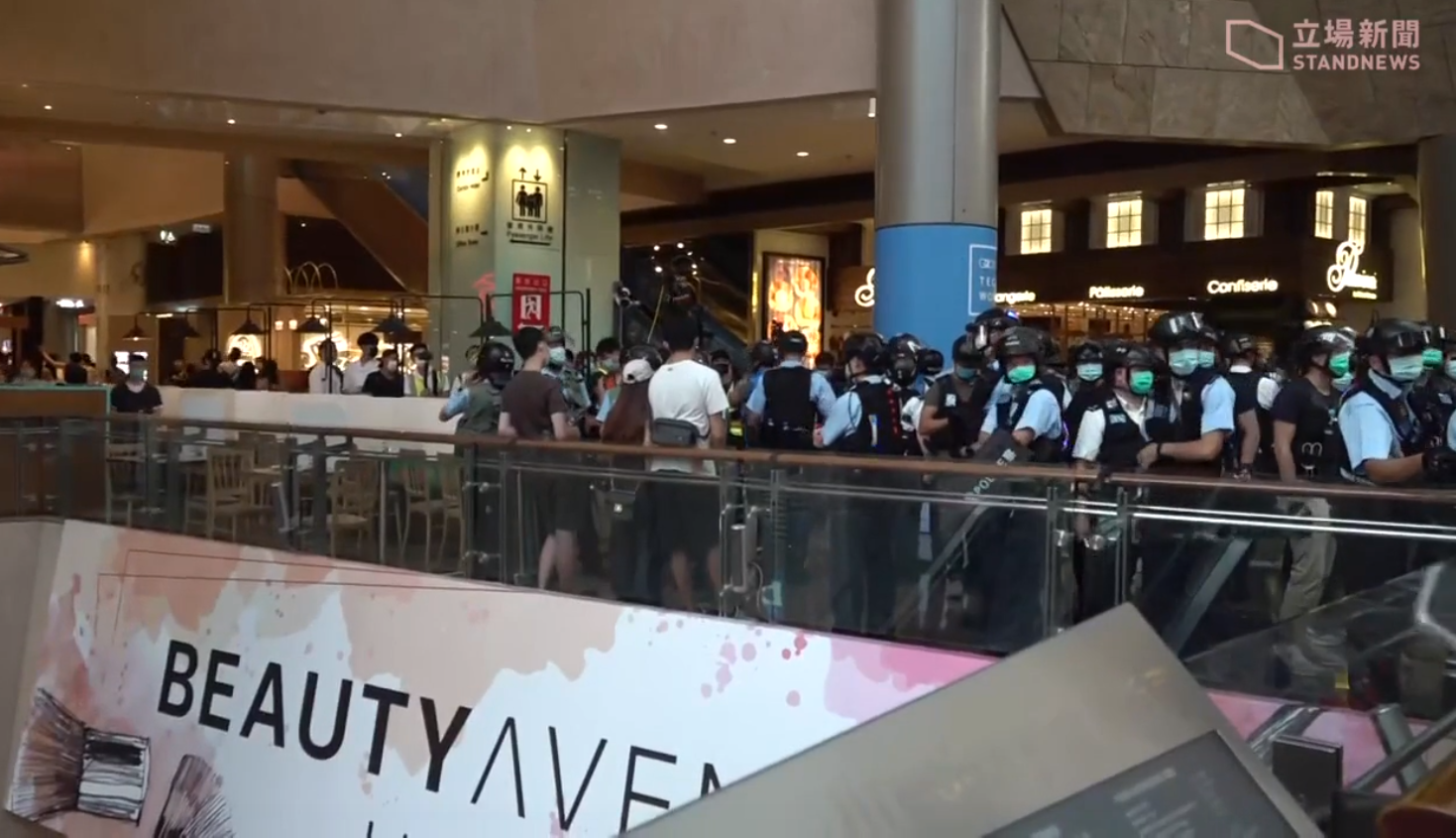
有3人在4樓通天廣場被票控
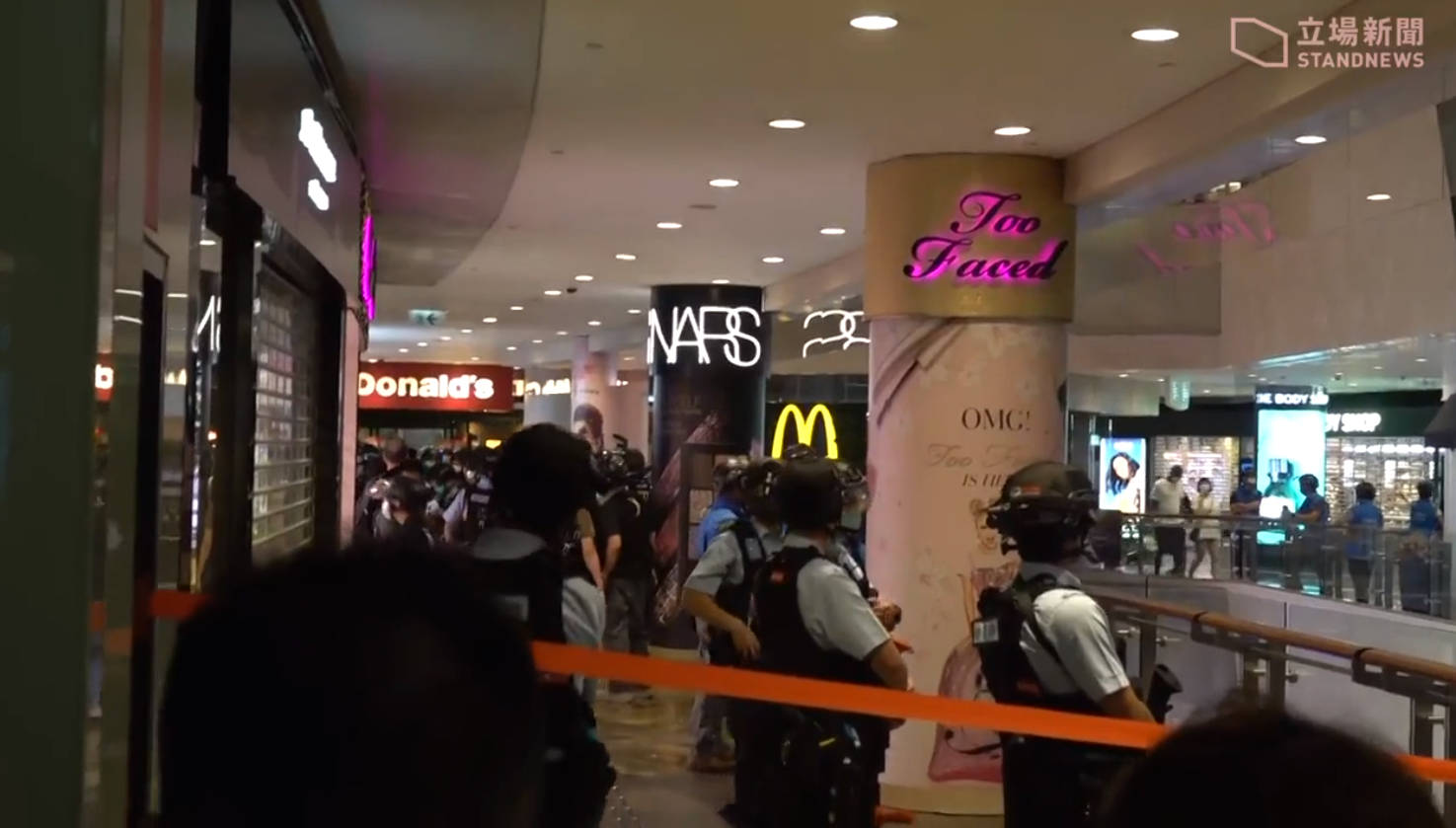
多名警員封鎖2樓並票控多人

## 31日

### 紀念831一周年活動

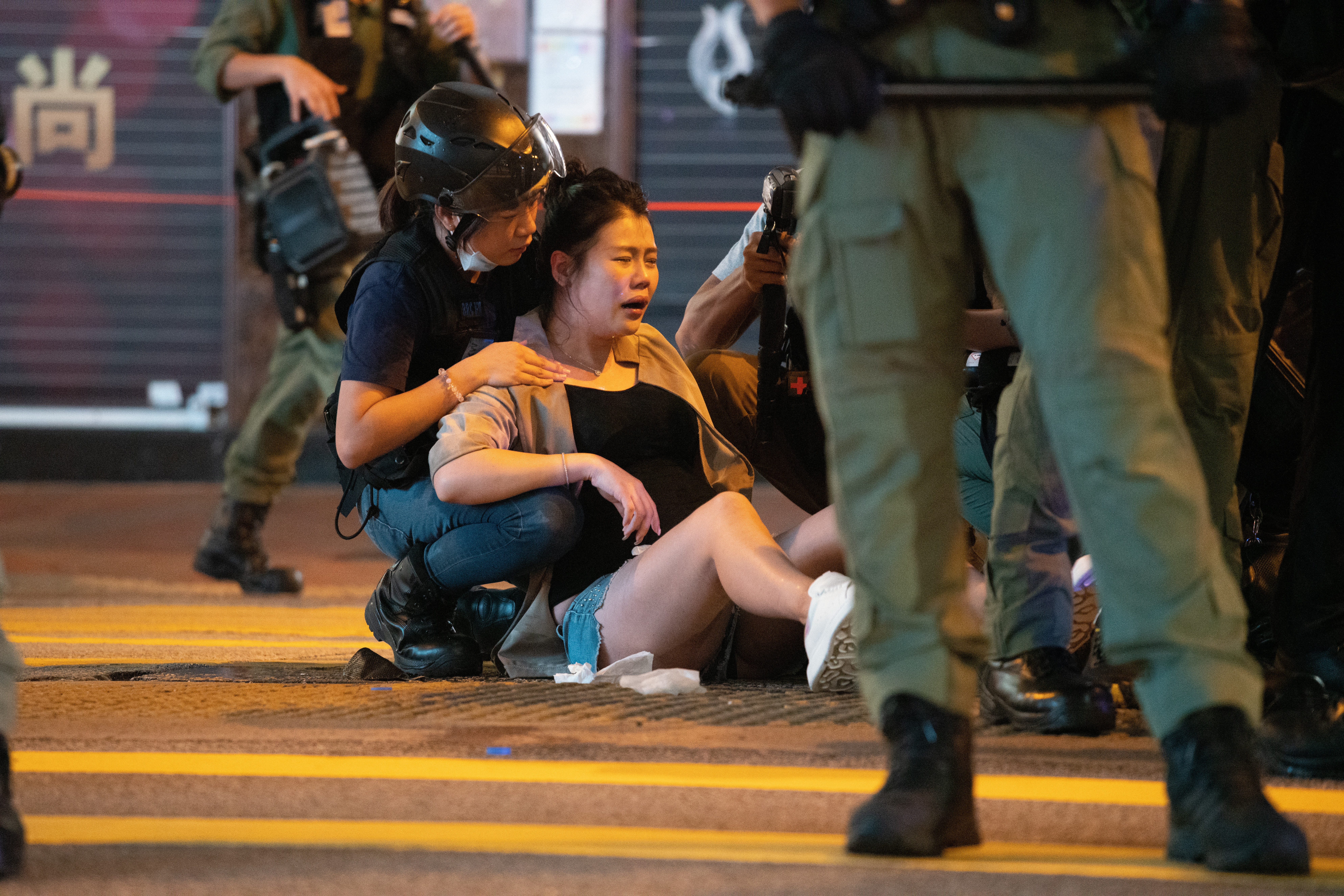
8月31日晚上10時05分，警方推進至亞皆老街一帶，一名孕婦過馬路期間突然被多名警員推到在地上，並施放胡椒噴劑感到不適

有人號召各區舉行燒衣路祭，不少市民在中午起到太子站出口外獻花悼念。警方在太子站外警告獻花巿民可能被控亂拋垃圾。入夜後，太子站至旺角一帶仍有巿民呼叫口號，警方數次舉起藍旗及紫旗驅散民眾，又截查大批巿民及記者。警民對峙範圍由太子一直蔓延至旺角銀行中心及山東街一帶。到晚上10時許一名孕婦及其丈夫被多名警員包圍及箍頸，在拉扯中跌倒地上，警員隨即以胡椒噴霧驅散附近人士，孕婦其後被送往廣華醫院，丈夫其後涉行為不檢被警方拘捕。警方指有15人被捕，包括一名自稱《馬聞》記者的17歲男子。另外共174人涉嫌違反限聚令、2名男子違反口罩令；和6名市民被指違反《定額罰款(公眾地方潔淨及阻礙)條例》而被票控。
而海外多個港人居住的地區，包括台灣、美國、加拿大、英國和日本皆有紀念活動。

### 楊潤雄指香港沒有三權分立
通識課本經過教育局「專業諮詢服務」後刪去了六四事件、三權分立等內容，教育局局長楊潤雄在記者會上被問到有關情況，他回應時指香港從來都沒有實行過三權分立制度，稱有關修訂只是陳述事實，認為「改良」後的內容更有利於科目教學。可是，教育局2011年一份以「基本法、法治與香港的優勢」為題的簡報便解釋了「權力分立（或稱三權）」，各政府不同的職能，時任律政司司長袁國強亦曾在2014年回應《一國兩制白皮書》提問時提及三權分立。
楊潤雄回應，指「在香港是沒有三權分立」，不論九七前的制度，至九七後根據《基本法》的制度，都不是一個三權分立的制度，強調「這些事實必須清楚在教科書中說出」，這是本屆官員首次公開否定「三權分立」之說。有民主派質疑楊改寫事實，建制派則贊同教育局糾正。
來自6出版社的8套高中通識書，經教育局審閱後作修改，書中原有「三權分立」內容被刪去或更改；部分書的遊行示威、六四集會課文、圖片篇幅被刪。楊潤雄昨稱，以往通識書沒經審閱，不能評論能否用當時標準，與修訂後比較，「大家不要針對以前有這樣、沒有那樣」。他說，有課本仍提及六四，教育局提供的諮詢不是某些規定內容有或無，指出版社具彈性，不過基本觀念如三權分立，「是事實陳述」，稱回歸前後也沒有三權分立。
楊回應英文提問時說，局方修訂非政治審查（political screening），又指樂見（happy to see）現在的教科書有更精準的內容。